# ナポレオン・ボナパルト

ダヴィッド『サン＝ベルナール峠を越えるボナパルト』

ナポレオン一世皇家の紋章

ナポレオン・ボナパルト（フランス語: Napoléon Bonaparte、出生名（1794年以前）: ナポレオーネ・ディ・ブオナパルテ、イタリア語: Napoleone di Buonaparte、1769年8月15日 - 1821年5月5日）は、フランス革命期の軍人、革命家で、フランス第一帝政の皇帝に即位してナポレオン1世（フランス語: Napoléon Ier、在位:1804年 - 1814年、1815年）となった。1世から7世まで存在するが、単にナポレオンと言えばナポレオン1世を指す。
フランス革命後の混乱を収拾し、軍事独裁政権を確立した。大陸軍（フランス語: Grande Armée グランダルメ）と名づけた軍隊を築き上げ、フランス革命への干渉を図る欧州諸国とのナポレオン戦争を戦い、幾多の勝利と婚姻政策によって、イギリス、ロシア帝国、オスマン帝国の領土を除いたヨーロッパ大陸の大半を勢力下に置いた。対仏大同盟との戦いに敗北し、百日天下による一時的復権を経て、51歳のとき、南大西洋の英領セントヘレナにて没した。

## 生涯

### 生い立ち

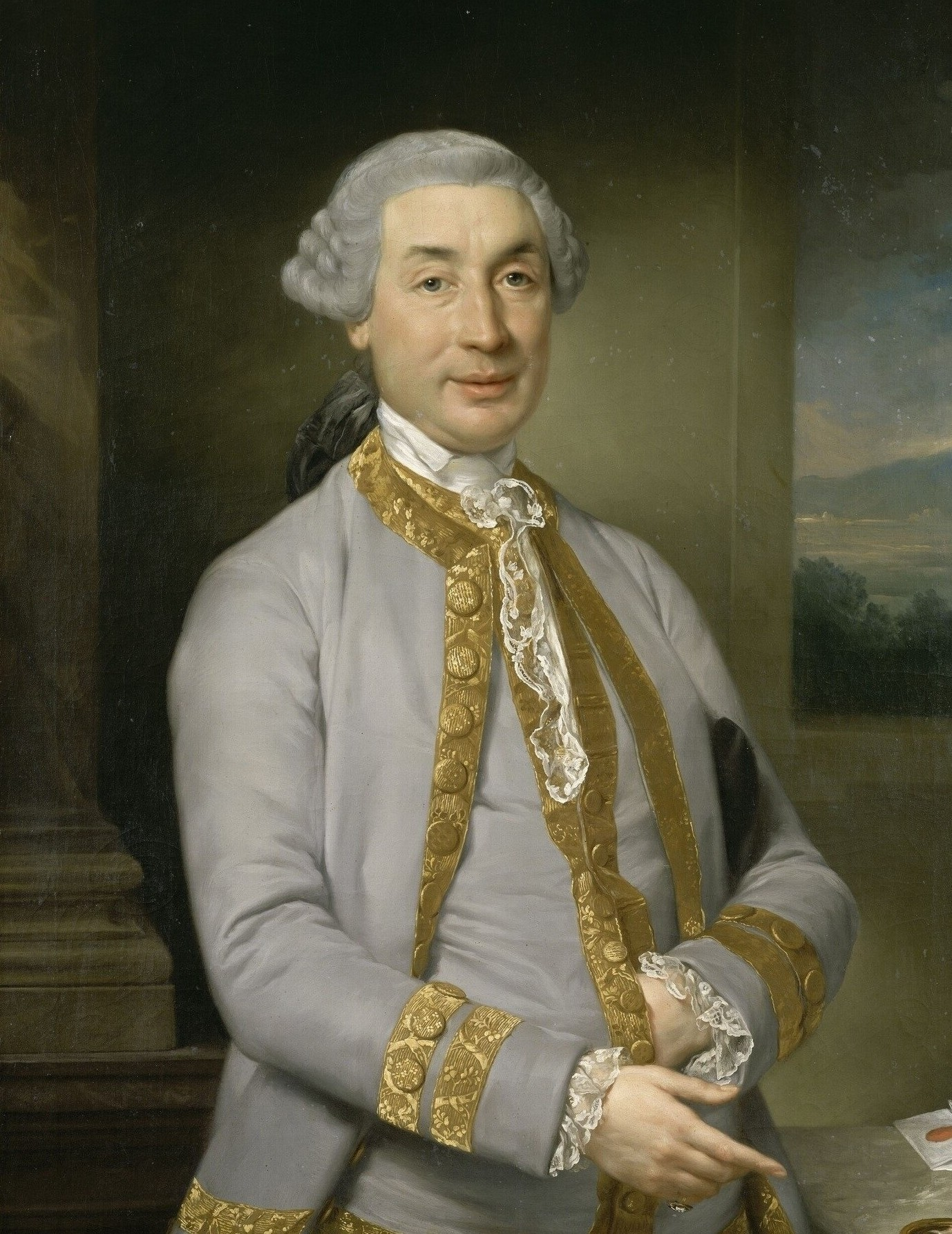
父・カルロ

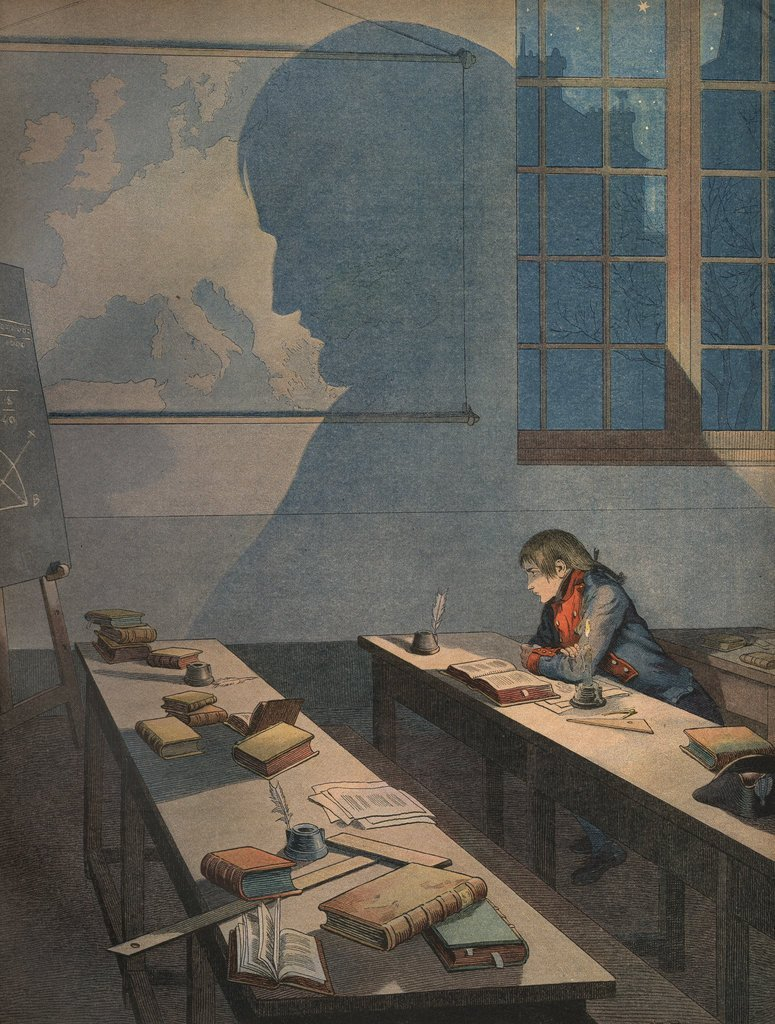
少年時代のナポレオン（ジョブ画）

1769年、イタリア半島の西に位置するコルシカ島のアジャクシオにおいて、父カルロ・マリア・ブオナパルテと母マリア・レティツィア・ラモリーノの間に、12人の子ども（4人は夭折）のうち4番目として生まれた。出生時の洗礼名はナポレオーネであるが、一説にはいくつかの公的記録に矛盾があることから、ナポレオンは3番目の子供（洗礼名ナブリオーネ、正史では兄ジョゼフ・ボナパルト）であったのではないかともいわれる（ジョゼフはこの説を否定している）。島を追われ、フランスで一生を暮らすことを決意し、25歳となる1794年頃より、ナポレオーネ・ディ・ブオナパルテというイタリア式の綴りから、フランス風のナポレオン・ボナパルトに改名し、署名も改めた。
ブオナパルテ家は中部イタリアのトスカーナ州に起源を持つ家系であり、古い血統貴族であった。ジェノヴァ共和国の傭兵隊長としてコルシカ島に渡り、16世紀頃に土着した。判事であった父カルロは、1729年に始まっていたコルシカ独立闘争の指導者パスカル・パオリの副官を務めていたが、ナポレオンが生まれる直前にフランス側に転向し、戦後に寝返りへの見返りとして報奨を受け、フランス貴族と同等の権利を得た。旧ジェノヴァ共和国領であるコルシカ島には貴族制度がなかったが、新貴族としての身分を晴れて認められたことで特権を得て、フランス本国への足がかりを得た父カルロはやがてコルシカ総督とも懇意になり、その援助でナポレオンと兄のジュゼッペ（ジョゼフ）を教育を受けさせるためにフランス本国へと送った。
ナポレオンは当初、短期間だけ修道院付属学校に入っていたが、10才のときに貴族の子弟が学ぶブリエンヌ陸軍幼年学校（École de Brienne）に奨学金で入学し、1779年5月から1784年10月まで学んだ。数学教官のビセグルの指導のもと数学で抜群の成績を修めたという。
1784年にパリの陸軍士官学校に入学。士官学校には騎兵科、歩兵科、砲兵科の3つがあったが、彼が専門として選んだのは、伝統もあり花形で人気のあった騎兵科ではなく、砲兵科であった。大砲を用いた戦術は、のちの彼の命運を大きく左右することになる。卒業試験の成績は58人中42位であったものの、通常の在籍期間が4年前後であるところを、わずか11か月で必要な全課程を修了したことを考えれば、むしろ非常に優秀な成績と言える。実際、この11か月での卒業は開校以来の最短記録であった。
この時期のエピソードとして、クラスで雪合戦をした際にナポレオンの見事な指揮と陣地構築で快勝したという話が有名で、この頃から指揮官としての才能があったとされるが、実話かは定かではない。幼年時のナポレオンは、節約をかねて読書に明け暮れ、特にプルタルコスの『英雄伝』やルソーの著作などを精読し、無口で友達の少ない少年であった。学校では母語がコルシカ語であるナポレオンはコルシカなまりを馬鹿にされ、ナポレオーネに近い音でラパイヨネ（la paille au nez, 藁鼻）とあだ名された。裕福な貴族子弟と折り合いが悪かったためである。その頃の数少ない友人の一人が、のちに秘書官を務めるルイ・アントワーヌ・フォヴレ・ド・ブーリエンヌであった。一方で、癇癪持ちでもあり、喧嘩っ早く短気な一面もあった。また十代の後半は小説家にも憧れ、その頃から断続的に文学活動も行っていた。

### 軍人ナポレオン
16歳のとき1785年に砲兵士官として任官。20歳を迎える1789年、フランス革命が勃発し、フランス国内の情勢は不穏なものとなっていくが、コルシカ民族主義者であった当時のナポレオンは革命には無関心だった。ナポレオンはしばしばコルシカ島へと長期帰郷している。
23歳となる1792年、故郷アジャクシオの国民衛兵隊中佐に選ばれるが、ブオナパルテ家が親仏派であったことから、英国に逃れているコルシカ島独立指導者パスカル・パオリの腹心でナポレオンと遠い縁戚関係にもあるポッツォ・ディ・ボルゴら親英派によってブオナパルテ家弾劾決議を下される。軍人ナポレオンと家族はコルシカ島から追放され、船で脱出するという逃避行によってコルシカ島に近い南仏マルセイユに移住した。マルセイユでは、ブオナパルテ家は裕福な商家であるクラリー家と親交を深め、ナポレオンの兄のジョゼフは、クラリー家の娘・ジュリーと結婚した。ナポレオンもクラリー家の末娘・デジレと恋仲となり、婚約する。この頃、ナポレオンは、己の政治信条を語る小冊子『ボーケールの晩餐』を著して、当時のフランス政府（革命政府）の中心にいた有力者ロベスピエールの弟・オーギュスタンの知遇を得ていた（この小冊子はのちに、ロベスピエールとジャコバン派の独裁を支持するものであるとして、後述するナポレオン逮捕の口実ともなった）。

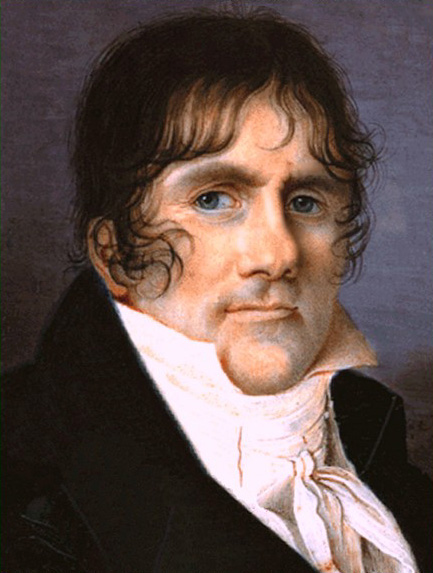
ポール・バラス

24歳となる1793年、原隊に復帰すると、貴族士官の亡命という恩恵を得て、特に何もせずに大尉に昇進。ナポレオンはフランス軍の中でも主に王党派蜂起の鎮圧を行っていたカルトー将軍の南方軍に所属し、トゥーロン攻囲戦に出征。前任者の負傷を受けて、新たに砲兵司令官となり、少佐に昇格する。当時の欧州情勢としては、「フランス革命政府」対「反革命側反乱軍（およびそれに介入する第一次対仏大同盟諸国）」の図式があり、近代的城郭を備えた港湾都市トゥーロンはフランス地中海艦隊の母港で、イギリス・スペイン艦隊の支援を受けた反革命側が鉄壁の防御を築いていた。革命後の混乱で人材の乏しいフランス側は、元画家のカルトー将軍らの指揮で、要塞都市への無謀ともいえる突撃を繰り返して自ら大損害を被っているような状況であった。ここでナポレオンは、まずは港を見下ろす二つの高地を奪取して、次にそこから大砲で敵艦隊を狙い撃ちにする、という作戦を進言する。次の次の司令官であったデュゴミエ将軍がこれを採用し、豪雨をついて作戦は決行され成功、外国艦隊を追い払い反革命軍を降伏に追い込んだ。ナポレオン自身は足を負傷したが、この功績により国民公会の議員の推薦を受け、当時24歳の彼は一挙に旅団将軍（少将相当）に昇進し、一躍フランス軍を代表する若き英雄へと祭り上げられた。
1794年、革命政府内でロベスピエールがテルミドール9日のクーデタで失脚して処刑された。ナポレオンはイタリア方面軍の砲兵司令官となっていたが、ロベスピエールの弟オーギュスタンとつながりがあったこと、およびイタリア戦線での方針対立などにより逮捕、収監された。短期拘留であったものの軍務から外され、降格処分となった。その後も転属を拒否するなどして、公安委員のオーブリと対立したために予備役とされてしまった。
しかし1795年、パリにおいて王党派の蜂起（ヴァンデミエールの反乱）が起こった。このときに国民公会軍司令官となったポール・バラスは、トゥーロン攻囲戦のときの派遣議員であったため、知り合いのナポレオンを副官として登用した。実際の鎮圧作戦をこの副官となったナポレオンにほぼ一任した結果、首都の市街地で一般市民に対して大砲（しかも広範囲に被害が及ぶぶどう弾）を撃つという大胆な戦法をとって鎮圧に成功した。これによってナポレオンは師団将軍（中将相当）に昇進。国内軍副司令官、ついで国内軍司令官の役職を手に入れ、「ヴァンデミエール（葡萄月）将軍」の異名をとった。月の呼称については「フランス革命暦」参照。

### 若き英雄

近衛猟騎兵大佐の制服を好んで着た

27歳を迎える1796年には、デジレ・クラリーとの婚約を反故にして、恐怖政治の下で処刑されたボアルネ子爵の未亡人でポール・バラスの愛人でもあったジョゼフィーヌ・ド・ボアルネと結婚。同年、総裁政府の総裁となっていたバラスによってナポレオンはイタリア方面軍の司令官に抜擢された。フランス革命へのオーストリア帝国の干渉に端を発したフランス革命戦争が欧州各国を巻き込んでいく中、総裁政府はドイツ側の二方面とイタリア側の一方面をもってオーストリアを包囲攻略する作戦を企図しており、ナポレオンはこの内のイタリア側からの攻撃を任されたのである。
ドイツ側からの部隊がオーストリア軍の抵抗に苦戦したのに対し、ナポレオン軍は連戦連勝であった。
1797年4月にはオーストリアの帝都ウィーンへと迫り、同年4月にはナポレオンは総裁政府に断ることなく講和交渉に入った。そして10月にはオーストリアとカンポ・フォルミオ条約を結んだ。これによって第一次対仏大同盟は崩壊、フランスはイタリア北部に広大な領土を獲得して、いくつもの衛星国（姉妹共和国）を建設し、膨大な戦利品を得た。このイタリア遠征をフランス革命戦争からナポレオン戦争への転換点とみる見方もある。フランスへの帰国途中、ナポレオンはラシュタット会議に儀礼的に参加。12月、パリへと帰還したフランスの英雄ナポレオンは熱狂的な歓迎をもって迎えられた。

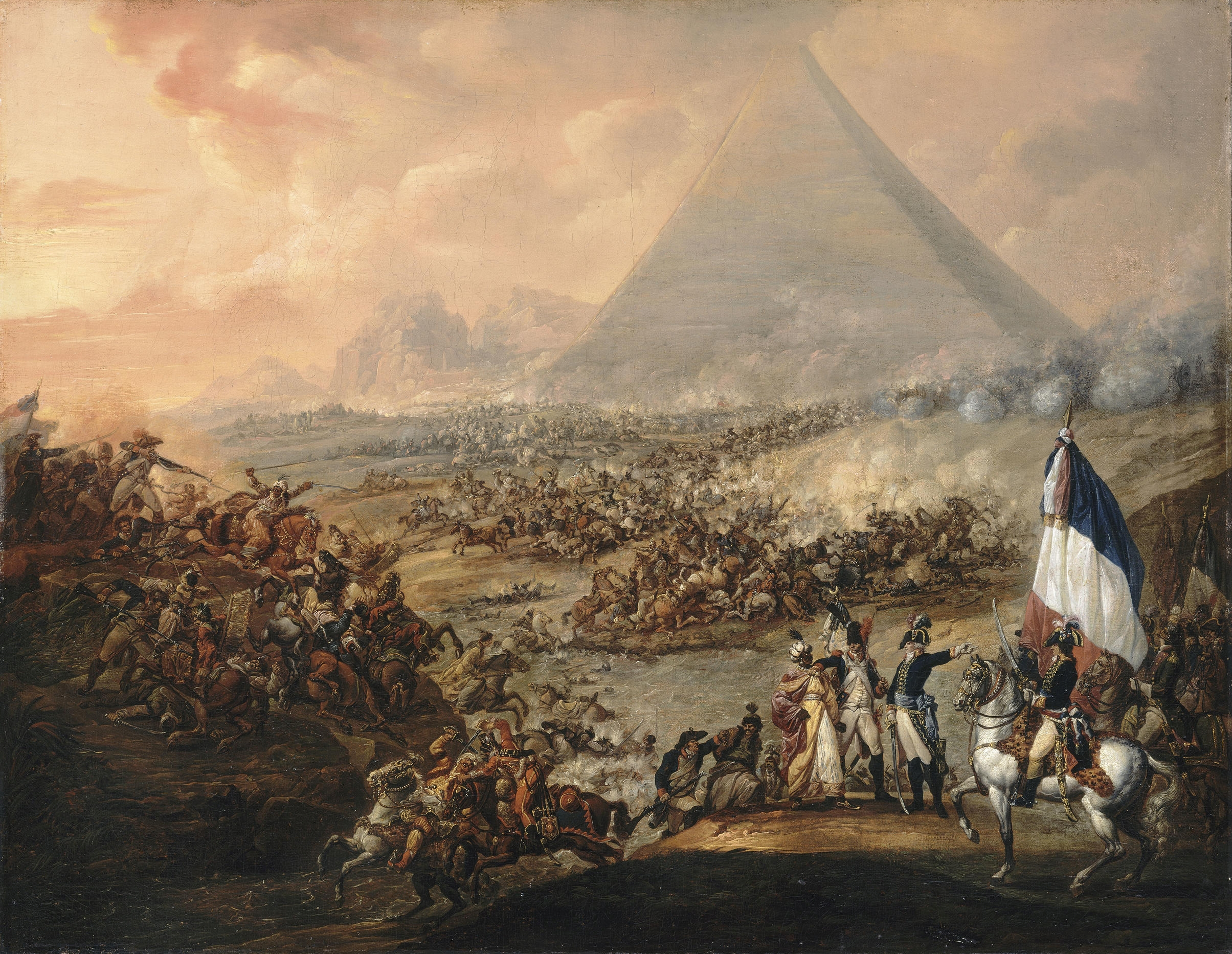
『ピラミッドの戦い』を描いた絵画

オーストリアに対する陸での戦勝とは裏腹に、対仏大同盟の雄であり強力な海軍を有し制海権を握っているイギリスに対しては、フランスは決定的な打撃を与えられなかった。そこでナポレオンは、イギリスにとって最も重要な植民地であるインドとの連携を絶つことを企図し、英印交易の中継地点でありオスマン帝国の支配下にあったエジプトを押さえること（エジプト遠征）を総裁政府に進言し、これを認められた。
1798年7月、ナポレオン軍はエジプトに上陸し、ピラミッドの戦いで勝利してカイロに入城した。しかしその直後、アブキール湾の海戦でネルソン率いるイギリス艦隊にフランス艦隊が大敗し、ナポレオン軍はエジプトに孤立してしまった。12月にはイギリスの呼びかけにより再び対仏大同盟が結成され（第二次対仏大同盟）、フランス本国も危機に陥った。1799年にはオーストリアにイタリアを奪還され、フランスの民衆からは総裁政府を糾弾する声が高まっていた。シリアのアッコンの砦での敗北もあり、これを知ったナポレオンは、自軍を次将のクレーベルに託し、エジプトに残したまま側近のみを連れ単身フランス本土へ舞い戻った。
フランスの民衆はナポレオンの到着を、歓喜をもって迎えた。11月、ナポレオンはブルジョワジーの意向を受けたエマニュエル＝ジョゼフ・シエイエスらとブリュメール18日のクーデタを起こし、統領政府を樹立し自ら第一統領（第一執政）となり、実質的に独裁権を握った。もしこのクーデタが失敗すれば、ナポレオンはエジプトからの敵前逃亡罪および国家反逆罪により処刑される可能性もあった。

### 統領ナポレオン

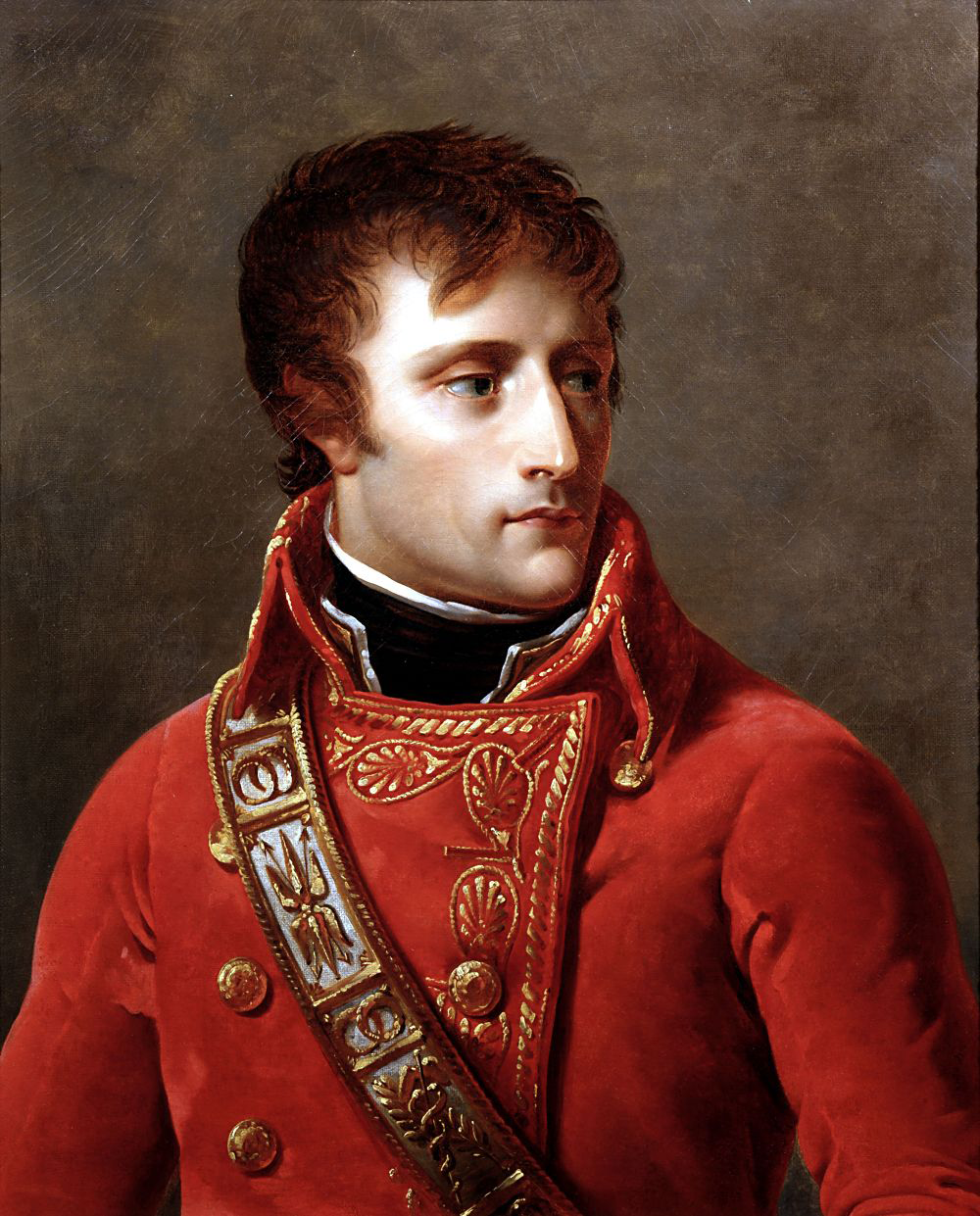
アントワーヌ＝ジャン・グロ『第一統領ボナパルト』

統領政府の第一統領（第一執政）となり政権の座に就いたナポレオンであるが、内外に問題は山積していた。まずは第二次対仏大同盟に包囲されたフランスの窮状を打破することが急務であった。
まず、イタリアの再獲得を目指した。当時のイタリアへの進入路は、直接フランスからトリノに向かう峠道、地中海沿いリグーリア州の2つの有名な峠道、ジェノヴァ方面の4つが主であったが、これらは既に1794年、1795年、1796年の戦役での侵攻作戦で使用していたため、ナポレオンはアルプス山脈をグラン・サン・ベルナール峠で越えて北イタリアに入る奇襲策をとった。これによって主導権を奪って優位に戦争を進めたが、緒戦の大勝のあと、メラス将軍率いるオーストリア軍を一時見失って兵力を分割したことから、不意に大軍と遭遇して苦戦を強いられる。しかし別働隊が戻ってきて、1800年6月14日のマレンゴの戦いにおいてオーストリア軍に劇的に勝利した。別働隊の指揮官でありナポレオンの友人であったドゼーはこの戦闘で亡くなった。12月には、ドイツ方面のホーエンリンデンの戦いでモロー将軍の率いるフランス軍がオーストリア軍に大勝した。翌年2月にオーストリアはリュネヴィルの和約に応じて、ライン川の左岸をフランスに割譲し、北イタリアなどをフランスの保護国とした。この和約をもって第二次対仏大同盟は崩壊し、フランスとなおも交戦するのはイギリスのみとなったが、イギリス国内の対仏強硬派の失脚や宗教・労働運動の問題、そしてナポレオン率いるフランスとしても国内統治の安定に力を注ぐ必要を感じていたことなどにより、1802年3月にはアミアンの和約で講和が成立した。
ナポレオンは内政面でも諸改革を行った。全国的な税制度、行政制度の整備を進めると同時に、革命期に壊滅的な打撃を受けた工業生産力の回復をはじめ産業全般の振興に力を注いだ。1800年にはフランス銀行を設立し、通貨と経済の安定を図った。
1802年には有名なレジオンドヌール勲章を創設。さらには国内の法整備にも取り組み、1804年には「フランス民法典」、いわゆるナポレオン法典を公布した。これは各地に残っていた種々の慣習法、封建法を統一した初の本格的な民法典で、「万人の法の前の平等」「国家の世俗性」「信教の自由」「経済活動の自由」などの近代的な価値観を取り入れた画期的なものであった。
教育改革にも尽力し「公共教育法」を制定している。また、交通網の整備を精力的に推進した。
フランス革命以後、敵対関係にあったカトリック教会との和解も目指したナポレオンは、1801年に教皇ピウス7世との間で政教条約（コンコルダート）を結び、国内の宗教対立を緩和した。また革命で亡命した貴族たちの帰国を許し、王党派やジャコバン派といった前歴を問わず有能の士を軍や行政に登用し、政治的な和解を推進した。その一方で、体制を覆そうとする者には容赦せずに弾圧した。
ナポレオンが統領政府の第一統領となったときから彼を狙った暗殺未遂事件は激化し、1800年12月には王党派による爆弾テロも起きていた。そして、それらの事件の果てに起こった1804年3月のフランス王族アンギャン公ルイ・アントワーヌの処刑は、王を戴く欧州諸国の反ナポレオンの感情を呼び覚ますのに十分であった。ナポレオン陣営は相次ぐ暗殺未遂への対抗から独裁色を強め、帝制への道を突き進んで行くことになる。
さらに、フランスの産業が復興し市場となる衛星国や保護国への支配と整備が進められる一方で、かねてより争いのあったイギリスもまた海外への市場の覇権争いから引くわけにはいかなかった。既に1803年4月にはマルタ島の管理権をめぐってフランスとイギリスの関係は悪化しており、5月のロシア皇帝アレクサンドル1世による調停も失敗。前年に締結したばかりのアミアンの和約はイギリスによって破棄され、英仏両国は講和からわずか1年で再び戦争状態に戻ろうとしていたのである。こうした国内外の情勢のなか、ナポレオンは自らへの権力の集中によって事態を推し進めることを選び、1802年8月2日には共和暦8年憲法を改定して自らを終身統領（終身執政）と規定した。

### ハイチ革命
植民地のサン＝ドマングでは、ジャコバン派による奴隷制廃止の後にフランス側に戻った黒人の将軍トゥーサン・ルーヴェルチュールがイギリス軍やスペイン軍と戦ってサン＝ドマングを回復。さらにはスペイン領サントドミンゴに侵攻してスペイン領の奴隷を解放した後に全イスパニョーラ島を統一し、1801年7月7日に自身を終身総督とする自治憲法を制定して支配権を確立していた。ナポレオンはサン＝ドマングを再征服するために、義弟のルクレール将軍をサン＝ドマング植民地に送った。ルクレール将軍は熱病、ゲリラ戦に苦戦しながらも騙し討ちでトゥーサンを捕えてフランス本国に送り、トゥーサンは獄死した。さらに1803年4月、アメリカ合衆国にルイジアナ植民地を売却した（ルイジアナ買収）。しかし、奴隷制を復活したことにサン＝ドマングの黒人は強く怒り、1803年11月18日のヴェルティエールの戦いでフランス軍は大敗を喫し、1804年1月1日にジャン＝ジャック・デサリーヌが指導するフランス領サン＝ドマングはハイチ共和国として独立した（ハイチ革命）。これは、ナポレオンのフランスにとって最初の大規模な敗北となった。

### 皇帝ナポレオン

ダヴィッド『ナポレオン一世の戴冠式と皇妃ジョゼフィーヌの戴冠』。皇后となるジョゼフィーヌにナポレオンが自ら冠を授けている。

1804年5月、国会の議決と国民投票を経て世襲でナポレオンの子孫にその位を継がせるという皇帝の地位についた。皇帝の地位に就くにあたって国民投票を行ったことは、フランス革命で育まれつつあった民主主義を形式的にしても守ろうとしたものだったとする見方もある。1804年12月2日には「フランス人民の皇帝」としての戴冠式が行われた（フランス第一帝政）。英雄が独裁的統治者となったこの出来事は多方面に様々な衝撃を与えた。この戴冠式には、教皇ピウス7世も招かれていた。それまでオスマン帝国やロシアを除く欧州の皇帝は教皇から王冠を戴くのが儀礼として一般的な形であったが、ナポレオンは教皇の目の前で、自ら王冠をかぶった。この行動には、欧州に自由の革命精神を根付かせるに当たって、帝冠は血筋によってではなく努力によって戴冠される時代が来たことを示すという事と、政治の支配下に教会を置くという事との二つの思惑が絡んでいると考えられる。
ナポレオンは、閣僚や大臣に多くの政治家、官僚、学者などを登用し、自身が軍人であるほかには、国防大臣のみに軍人を用いた。

### 絶頂期

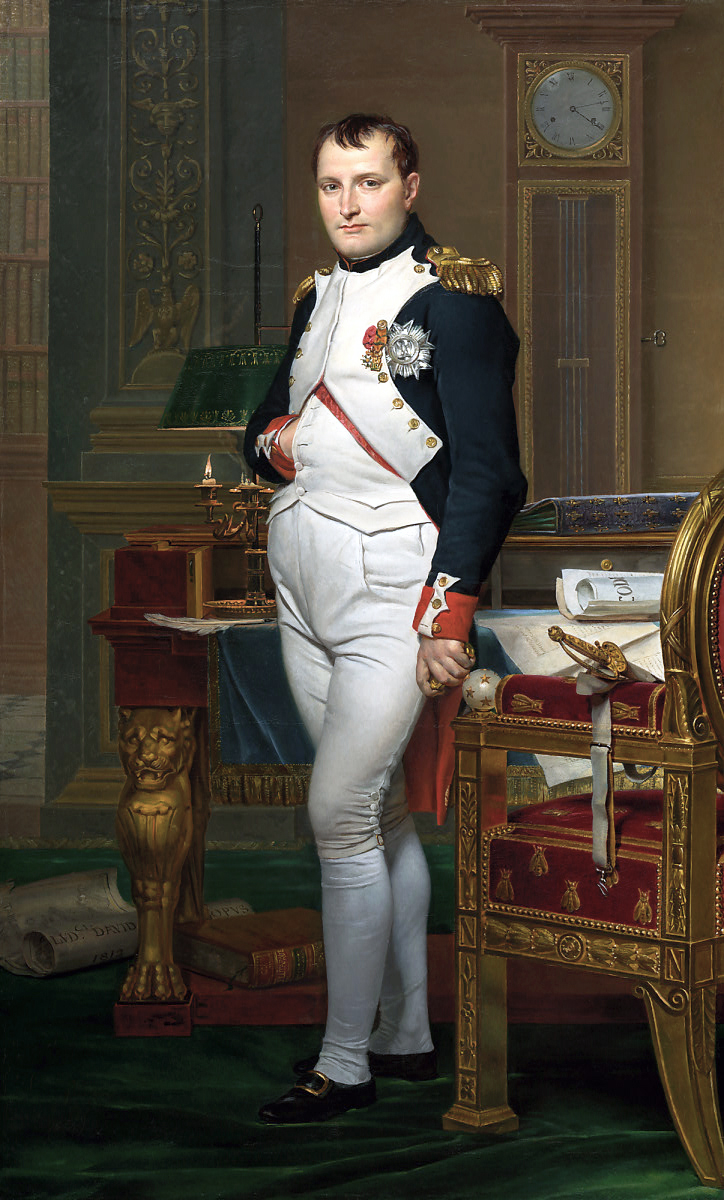
皇帝時代のナポレオン。近衛連隊長の制服を着用している（画：ダヴィッド『書斎のナポレオン』）

1805年、ナポレオンはイギリス上陸を目指してドーバー海峡に面したブローニュに大軍を集結させた。イギリスはこれに対してオーストリア・ロシアなどを引き込んで第三次対仏大同盟を結成。プロイセンは同盟に対して中立的な立場を取ったもののイギリス・オーストリアからの外交の手は常に伸びており、ナポレオンはこれを中立のままにしておくためにイギリスから奪ったハノーファーをプロイセンに譲渡するとの約束をした。
1805年10月、ネルソン率いるイギリス海軍の前にトラファルガーの海戦にて完敗。イギリス上陸作戦は失敗に終わる。もっともナポレオンはこの敗戦の報を握り潰し、この敗戦の重要性は、英仏ともに戦後になってようやく理解されることになったという。
海ではイギリスに敗れたフランス軍だが、陸上では10月のウルムの戦役でオーストリア軍を破り、ウィーンを占領した。オーストリアのフランツ1世の軍は北に逃れ、その救援に来たロシアのアレクサンドル1世の軍と合流。フランス軍とオーストリア・ロシア軍は、奇しくもナポレオン1世の即位一周年の12月2日にアウステルリッツ郊外のプラツェン高地で激突。このアウステルリッツの戦いは三人の皇帝が一つの戦場に会したことから三帝会戦とも呼ばれる。ここはナポレオンの巧妙な作戦で完勝し、12月にフランスとオーストリアの間でプレスブルク条約が結ばれ、フランスへの多額の賠償金支払いと領土の割譲などが取り決められ、第三次対仏大同盟は崩壊した。イギリス首相ウィリアム・ピット（小ピット）は、この敗戦に衝撃を受けて翌年に没した。ちなみに凱旋門はアウステルリッツの戦いでの勝利を祝してナポレオン1世が1806年に建築を命じたものだが、完成はナポレオン死後の1836年のことである。
戦場から逃れたアレクサンドル1世はイギリス・プロイセンと手を組み、1806年10月にはプロイセンが中心となって第四次対仏大同盟を結成した。これに対しナポレオンは、10月のイエナの戦いとアウエルシュタットの戦いでプロイセン軍に大勝してベルリンを占領し、プロイセン国王フリードリヒ・ヴィルヘルム3世は東プロイセンへと逃亡する。こうしてロシア、イギリス、スウェーデン、オスマン帝国以外のヨーロッパ中央をほぼ制圧したナポレオンは、兄のジョゼフをナポリ王、弟のルイをオランダ王に就かせ、西南ドイツ一帯をライン同盟としてこれを保護国化することで以後のドイツにおいても強い影響力を持った。これらのことにより、神聖ローマ帝国皇帝フランツ2世は退位してオーストリア皇帝のみとなり、ドイツ国家群連合として長い歴史を誇ってきた神聖ローマ帝国は名実ともに消滅した。なおナポレオン失脚後にほぼ同じ参加国でオーストリアを議長国としてドイツ連邦が結成された。
並行して1806年11月にはイギリスへの対抗策として大陸封鎖令を出し、ロシア・プロイセンを含めた欧州大陸諸国とイギリスとの貿易を禁止してイギリスを経済的な困窮に落とし、フランスの市場を広げようと目論んだ。これは産業革命後のイギリスの製品を輸入していた諸国やフランス民衆の不満を買うこととなった。
ナポレオンは残る強敵ロシアへの足がかりとして、プロイセン王を追ってポーランドでプロイセン・ロシアの連合軍に戦いを挑んだ。ここで若く美しいポーランド貴族の夫人マリア・ヴァレフスカと出会った。彼女はナポレオンの愛人となり、のちにナポレオンの庶子アレクサンドル・ヴァレフスキを出産した。
1807年2月、アイラウの戦いと6月のハイルスベルクの戦いは、猛雪や情報漏れにより苦戦し、ナポレオン側が勝ったとはいうものの失った兵は多く実際は痛み分けのような状況であった。しかし同6月のフリートラントの戦いでナポレオン軍は大勝。ティルジット条約において、フランスから地理的に遠く善戦してきたロシアとは大陸封鎖令に参加させるのみで講和したが、プロイセンは49%の領土を削って小国としてしまい、さらに多額の賠償金をフランスに支払わせることとした。そしてポーランドの地にワルシャワ大公国と、ドイツのヴェストファーレン（ウェストファリア）地方を含む地域にヴェストファーレン王国をフランスの傀儡国家として誕生させた。ヴェストファーレン王には弟のジェロームを就けた。スウェーデンに対してもフランス陸軍元帥ベルナドットを王位継承者として送り込み、ベルナドットは1818年に即位してスウェーデン王カール14世ヨハンとなる（このスウェーデン王家は現在までも続いている）。スウェーデンはナポレオンの影響下にはあるものの、ベルナドット個人はナポレオンに対し好意を持ってはおらず強固たる関係とはいえない状態であった。またデンマークはイギリスからの脅威のためにやむなくフランスと同盟関係を結んだ。とはいえデンマークはナポレオン戦争の終結まで同盟関係を破棄することはなかった。ちなみにスウェーデン王となったベルナドットは、ナポレオンの昔の婚約者であるデジレ・クラリーと結婚している。
ナポレオンの勢力はイギリスとスウェーデンを除くヨーロッパ全土を制圧し、イタリア、ドイツ西南部諸国、ポーランドはフランス帝国の属国に、ドイツ系の残る二大国のオーストリアとプロイセンも従属的な同盟国となった。このころがナポレオンの絶頂期と評される。

### 帝国崩壊へ

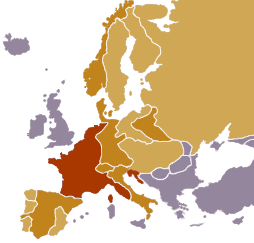
1811年時点の最大勢力図
フランス帝国
衛星国
同盟国

1808年5月、ナポレオンはスペイン・ブルボン朝の内紛に介入し（半島戦争）、ナポリ王に就けていた兄のジョゼフを今度はスペイン王に就けた。ナポレオン軍のスペイン人虐殺を描いたゴヤの絵画（『マドリード、1808年5月3日』）は有名である。同5月17日、ナポレオンは1791年9月27日のユダヤ人同権化法の例外として時限立法をなし、向こう10年間彼らの享有できる人権を商業・職業選択・住居移転に限ることとした。一方、ジョゼフ・ボナパルトの治世が始まるやいなやマドリード市民が蜂起した。1808年7月、スペイン軍・ゲリラ連合軍の前にデュポン将軍率いるフランス軍が降伏。皇帝に即位して以来ヨーロッパ全土を支配下に入れてきたナポレオンの陸上での最初の敗北だった。8月にイギリスがポルトガルとの英葡永久同盟により参戦し、半島戦争に発展した。イギリスではネイサン・メイヤー・ロスチャイルドが1798年にマンチェスターで開業しており、半島戦争までにアーサー・ウェルズリーと通じていた。
ナポレオンがスペインで苦戦しているのを見たオーストリアは、1809年、ナポレオンに対して再び起ち上がり、プロイセンは参加しなかったもののイギリスと組んで第五次対仏大同盟を結成する。4月のエックミュールの戦いではナポレオンが勝利し、5月には二度目のウィーン進攻を果たすがアスペルン・エスリンクの戦いでナポレオンはオーストリア軍に敗れ、ジャン・ランヌ元帥が戦死した。しかし続く7月のヴァグラムの戦いでは双方合わせて30万人以上の兵が激突、両軍あわせて5万人にのぼる死傷者をだしながら辛くもナポレオンが勝利した。そのままシェーンブルンの和約を結んでオーストリアの領土を削り、第五次対仏大同盟は消滅した。
この和約のあと、皇后ジョゼフィーヌを後嗣を生めないと言う理由で離別して、1810年にオーストリア皇女マリ・ルイーズと再婚した。この婚約は当初アレクサンドル1世の妹、ロシア皇女アンナ・パーヴロヴナ大公女が候補に挙がっていたが、ロシア側の反対によって立ち消えとなった。オーストリア皇女に決定したのは、オーストリア宰相メッテルニヒの裁定によるものであった。そして1811年に王子ナポレオン2世が誕生すると、ナポレオンはこの乳児をローマ王の地位に就けた。

アドルフ・ノーザン『ナポレオンのモスクワからの退却』

大陸封鎖令を出されたことでイギリスの物産を受け取れなくなった欧州諸国は経済的に困窮し、しかも世界の工場と呼ばれたイギリスの代わりを重農主義のフランスが担うるのは無理があったため、フランス産業も苦境に陥った。1810年にはロシアが大陸封鎖令を破ってイギリスとの貿易を再開。これに対しナポレオンは封鎖令の継続を求めたが、ロシアはこれを拒否。そして1812年、ナポレオンは対ロシア開戦を決意、同盟諸国兵を加えた60万の大軍でロシアに侵攻する。これがロシア遠征であり、ロシア側では祖国戦争と呼ばれる。

### ロシア遠征とその失敗
ロシア軍の司令官は隻眼の老将・ミハイル・クトゥーゾフである。老獪な彼は、いまナポレオンと戦えば確実に負けると判断し、広大なロシアの国土を活用し、会戦を避けてひたすら後退し、フランス軍の進路にある物資や食糧は全て焼き払う焦土戦術で、辛抱強くフランス軍の疲弊を待つ。
荒涼としたロシアの原野を進むフランス軍は兵站に苦しみ、脱落者が続出、モスクワ前面のボロジノの戦いでは、開戦前から兵力が1/3以下になっていた。モスクワを制圧すればロシアが降伏するか、食糧が手に入ると期待していたナポレオンは、ボロジノでロシア軍を破ってついにモスクワへ入城するが、市内に潜伏したロシア兵がその夜各所に放火、モスクワは3日間燃え続けた大火で焼け野原と化した。ロシアの冬を目前にして、物資の獲得と敵の撃破のいずれにも失敗したナポレオンは、この時点で遠征の失敗を悟り、撤退をはじめた。フランス軍が撤退を開始した報告をうけたクトゥーゾフは、コサック騎兵を繰り出し、フランス軍を追撃させた。
コサックの襲撃と冬将軍とが重なり、ロシア国境まで生還したフランス兵は全軍の1%以下の、わずか5,000人であった。
敗報の届いたパリではクーデター事件が発生した（未遂に終わり、首謀者のマレ将軍は銃殺）。ナポレオンはクーデター発生の報を聞き、仏軍の撤退指揮を後任に任せ、一足先に脱出帰国する。この途上でナポレオンは大陸軍の惨状を嘆き、百年前の大北方戦争を思い巡らせ、「余はスウェーデン王カール12世のようにはなりたくない」と漏らしたという。
この大敗を見た各国は一斉に反ナポレオンの行動を取る。初めに動いたのがプロイセンであり、諸国に呼びかけて第六次対仏大同盟を結成する。この同盟には、元フランス陸軍将軍でありナポレオンの意向によってスウェーデン王太子についていたベルナドットのスウェーデンも7月に参加した。ロシア遠征で数十万の兵を失った後に強制的に徴兵された、新米で訓練不足のフランス若年兵たちは「マリー・ルイーズ兵」と陰口を叩かれた。1813年春、それでもナポレオンはプロイセン・ロシアなどの反仏同盟軍と、リュッツェンの戦い・バウツェンの戦いに勝って休戦に持ち込んだ。オーストリアのメッテルニヒを介した和平交渉が不調に終わった後、オーストリアも参戦して同盟軍はナポレオン本隊との会戦を避けるトラーヒェンブルク・プランを採用、ナポレオンの部下たちを次々と破った。ドレスデンの戦いでナポレオンはオーストリア・ロシア同盟軍を破ったが敗走する敵を追撃したフランス軍がクルムの戦いで包囲されて降伏。10月のライプツィヒの戦いではナポレオン軍は対仏同盟軍に包囲されて大敗し、フランスへ逃げ帰った。
1814年になるとフランスを取り巻く情勢はさらに悪化した。フランスの北東にはシュヴァルツェンベルク、ゲプハルト・フォン・ブリュッヒャーのオーストリア・プロイセン軍25万人、北西にはベルナドットのスウェーデン軍16万人、南方ではウェリントン公率いるイギリス軍10万人の大軍がフランス国境を固め、大包囲網が完成しつつあった。一方ナポレオンはわずか7万人の手勢しかなく絶望的な戦いを強いられた。3月31日にはフランス帝国の首都・パリが陥落する。ナポレオンは外交によって退位と終戦を目指したが、マルモン元帥らの裏切りによって無条件に退位させられ（4月4日の「将軍連の反乱」）、4月16日のフォンテーヌブロー条約の締結ののち、地中海コルシカ島とイタリア本土の間にあるエルバ島の小領主として追放された。この一連の戦争は解放戦争と呼ばれる。
その際、フランツ1世の使者を名乗る人物が突然マリー＝ルイーズのところにやってきて、半ば強制的に彼女とナポレオン2世を連れていってしまった。
4月12日、全てに絶望したナポレオンはフォンテーヌブロー宮殿で毒をあおって自殺を図ったとされている。ナポレオンは、ローマ王だった実子ナポレオン2世を後継者として望んだが、同盟国側に認められなかった。また元フランス軍人であり次期スウェーデン王に推戴されていたベルナドットもフランス王位を望んだが、フランス側の反発で砕かれ、紆余曲折の末にブルボン家が後継に選ばれた（フランス復古王政）。

### 百日天下とその後
ナポレオン失脚後、ウィーン会議が開かれて欧州をどのようにするかが話し合われていたが、「会議は踊る、されど進まず」の言葉が示すように各国の利害が絡んで会議は遅々として進まなかった。さらに、フランス王に即位したルイ18世の政治が民衆の不満を買っていた。
1815年、ナポレオンはエルバ島を脱出し、苦労してパリに戻って復位を成し遂げる。ナポレオンは自由主義的な新憲法（帝国憲法付加法）を発布し、自身に批判的な勢力との妥協を試みた。そして、連合国に講和を提案したが拒否され、結局戦争へと進んでいく。しかし、緒戦では勝利したもののイギリス・プロイセンの連合軍にワーテルローの戦いで完敗し、ナポレオンの「百日天下」は幕を閉じることとなる（実際は95日間）。
ナポレオンは再び退位に追い込まれ、アメリカ合衆国への亡命も考えたが港の封鎖により断念、最終的にイギリスの軍艦に投降した。彼の処遇をめぐってイギリス政府はウェリントン公の提案を採用し、ナポレオンを南大西洋のセントヘレナ島に幽閉した。

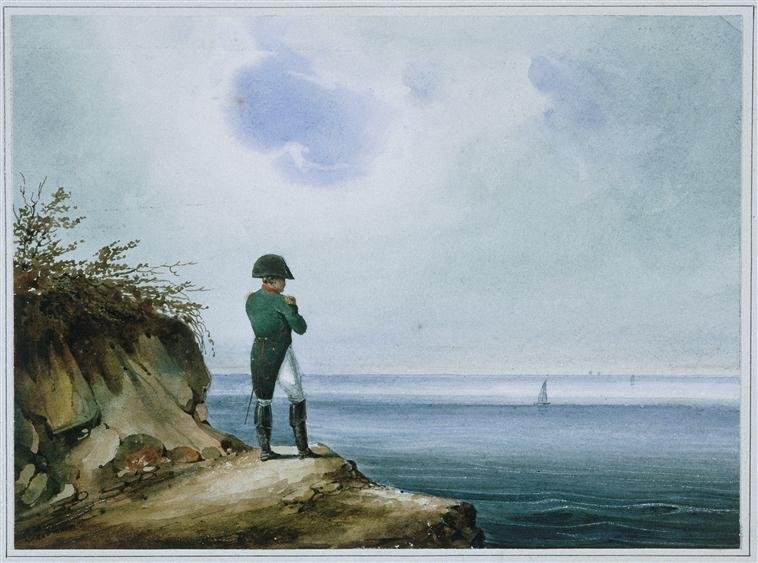
セントヘレナのナポレオン

ナポレオンはベルトラン、モントロン、グールゴ、ラス・カーズらごく少数の従者とともに、島内中央のロングウッド・ハウスで生活した。高温多湿な気候と劣悪な環境はナポレオンを大いに苦しませたばかりか、その屋敷の周囲には多くの歩哨が立ち、常時行動を監視され、さらに乗馬での散歩も制限されるなど、実質的な監禁生活であった。その中でもナポレオンは、側近に口述筆記させた膨大な回想録を残した。これらは彼の人生のみならず彼の世界観、歴史観、人生観まで網羅したものであり「ナポレオン伝説」の形成に大きく寄与した。
ナポレオンは特に島の総督ハドソン・ローの無礼な振る舞いに苦しめられた。彼は誇り高いナポレオンを「ボナパルト将軍」と呼び、腐ったブドウ酒を振る舞うなどナポレオンを徹底して愚弄した（もっとも、総督としてはただ本国の命令に従って敢えて厳しく接しただけであり、腐ったブドウ酒はそれしかなかったから、イギリス政府はナポレオンの帝位を承認していないので、イギリスの公人としては「将軍」としか呼びようがないなど、汲むべき事情は多々ある）。また、ナポレオンの体調が悪化していたにもかかわらず主治医を本国に帰国させた。ナポレオンは彼を呪い、「将来、彼の子孫はローという苗字に赤面することになるだろう」と述べている。
そうした心労も重なってナポレオンの病状は進行し、スペイン立憲革命やギリシャ独立戦争で欧州全体が動揺する中、1821年5月5日に死去した。彼の遺体は遺言により解剖されて胃に潰瘍と癌が見つかり、死因としては公式には胃癌と発表されたが、ヒ素による暗殺の可能性も指摘された（彼の死因をめぐる論議については次節で述べる）。その遺体は1840年にフランスに返還され（Retour des cendres、灰の帰還、灰は遺体の意）、現在はパリのオテル・デ・ザンヴァリッド（廃兵院）に葬られている。最期の言葉は「フランス！…軍隊！…軍隊のかしらに…ジョゼフィーヌ！」だった。

### ナポレオンの死
- ナポレオンの墓（英語版）
  - Vallée du Tombeau（フランス語版） - 最初にナポレオンが埋葬されたセントヘレナ島にある墓。

死後解剖が行われ、ナポレオンの陰茎が主治医によって切り取られ、コルシカ島の司祭に渡したとされる。また、主治医はナポレオンのデスマスクも残したとされる。

#### 死因をめぐる論議

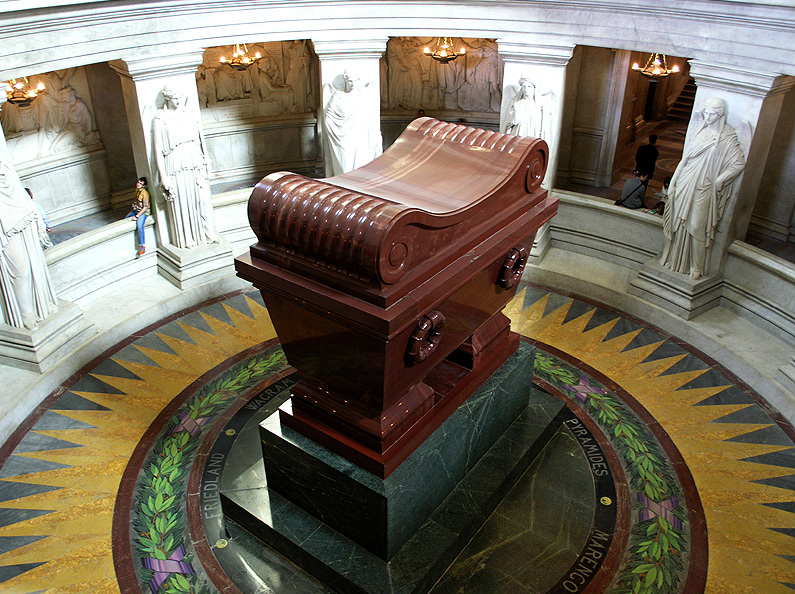
オテル・デ・ザンヴァリッド地下にあるナポレオンの墓

ヒ素（砒素）中毒による暗殺説が語られるのは、本人が臨終の際に「私はイギリスに暗殺されたのだ」と述べたこともさることながら、彼の遺体をフランス本国に返還するために掘り返したとき、遺体の状態が死亡直後とほぼ変わりなかったこと（ヒ素は剥製にも使われるように保存作用がある）、さらには、スウェーデンの歯科医ステン・フォーシュフットがナポレオンの従僕マルシャンの日記を精読して、その異常な病状の変化から毒殺を確信し、英国グラスゴー大学の法医学研究室ハミルトン・スミス博士の協力のもと、ナポレオンのものとされる頭髪からヒ素を検出して、砒素毒殺説をセンセーショナルに発表したことによる。ヒ素はナポレオンとともにセントヘレナに同行した何者かがワインに混入させた毒殺説以外にも、その当時の壁紙にはヒ素が使われており、ナポレオンの部屋にあった壁紙のヒ素がカビとともに空気中に舞い、それを吸ったためだという中毒説がある。フォーシュフットの検査に使った頭髪が実際にナポレオンのものか確証がないという反論があったため、2002年に改めてパリ警視庁とストラスブール法医学研究所が様々なナポレオンの遺髪を再調査した。すると、皇帝時代に採取された彼の髪に放射光をあてて調査した結果、やはりかなりの量のヒ素が検出され、セントヘレナに行く前からヒ素中毒であった可能性があると発表された。しかし当時は髪の毛の保存料としてヒ素が広く使われており、ナポレオン以外の頭髪でもヒ素が検出されることがその後の調査で判明した。生前にヒ素を摂取した場合も頭髪に残るが、切り取られた髪の毛の保存料としてヒ素が使われた場合にも、同様にヒ素が髪の内部まで浸透し、科学的には両方の可能性を否定できないため、この場合はヒ素は死因を特定する材料にはならないことがわかった。ヒ素による慢性あるいは急性の中毒説は（消極的に）否定された。
ちなみにモントロン伯爵の子孫であるフランソワ・ド・カンデ＝モントロンのように（王党派であった）「私の祖先が殺したんです」と敢えてワインにヒ素を盛ったという毒殺説を主張する人もいる。

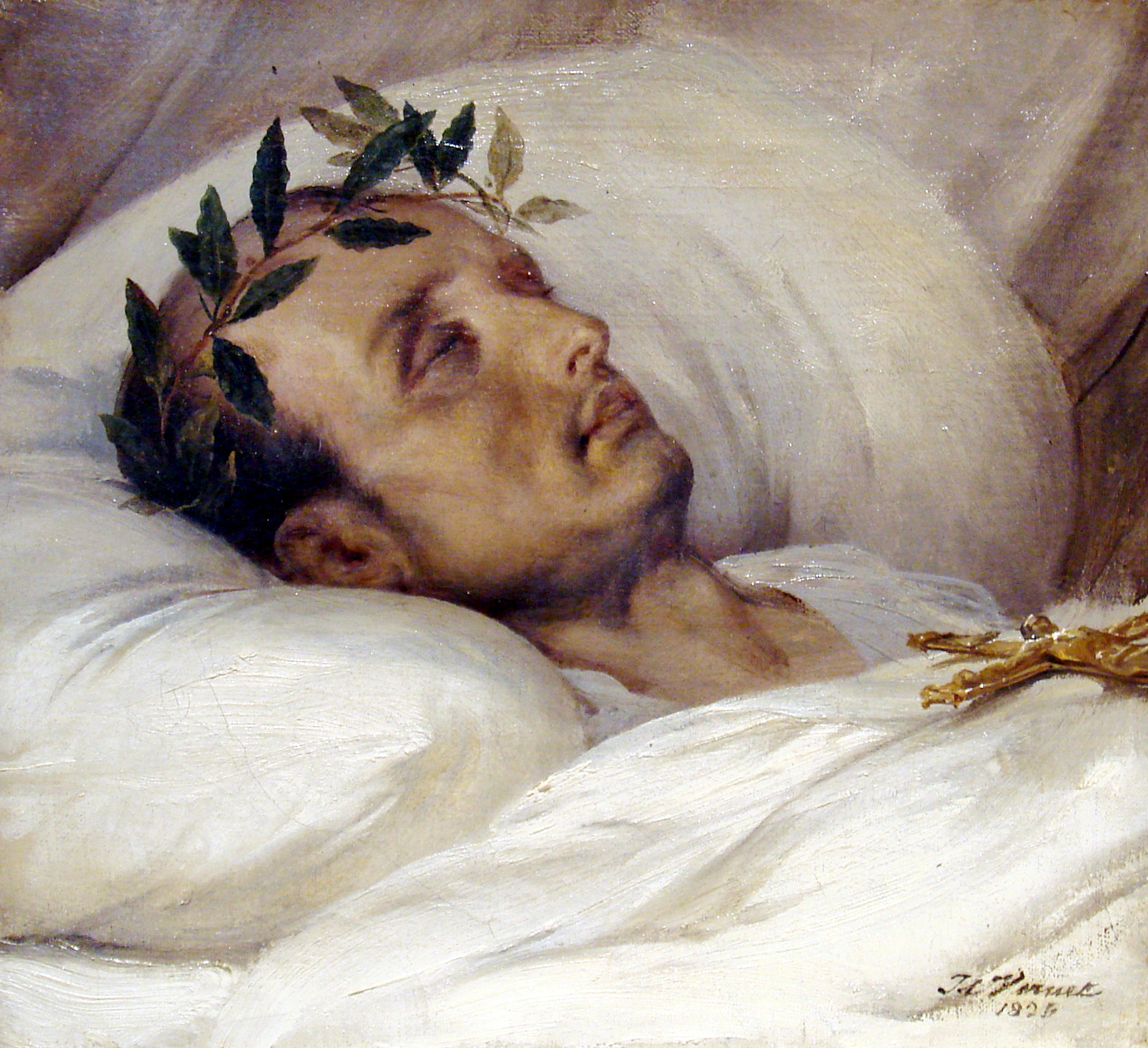
ナポレオンの死を描いた1826年の絵画

死の直後に発表された胃癌説（病死説）は現在でも維持され、最近の研究でも胃癌が指摘された。また同様に胃潰瘍説も取り沙汰されている。実際ナポレオンの家族にも胃癌で亡くなった者（家族性胃癌症候群）がおり、ナポレオン自身は胃潰瘍で、特に1817年以降、体調は急激に悪化している。ただ、解剖所見では、胃潰瘍により胃に穿孔していたことが確認され、また初期の癌も見つかった。しかしパリのジョルジュ・ポンピドゥー病院（英語）の法医学者ポール・フォルネスは1821年の解剖報告書など史料を分析して「死んだ時、ナポレオンには癌があったようだが、これが直接の死因とは言い切れない」と指摘する。癌患者であってもそれが末期でないのであれば最終的な死因は癌ではないことがありえるためだ。
そのほか、20年以上にわたり戦場を駆けた重圧と緊張が、もともと頑丈ではなかった心身に変調を来させたという説もある。若いころは精神力でカバーできていたが、40歳を迎えるころにはナポレオンの体を蝕んでいたという主張で、その死は激動の生活から無為の生活を強いられた孤島の幽囚生活が心理的ストレスとなり、生活の変調がもたらした致死性胃潰瘍であるという。胃潰瘍とともに悪化した心身の変調を内分泌や脳下垂体の異常を原因と主張する医学者もいた。
このように様々な説があるが、公式見解の胃癌説以外で考慮に値するのは、医療ミス説である。カリフォルニア大学バークレー校の心臓病理学者スティーブン・カーチは、ナポレオンを看取った主治医アントマルキのカルテを見て、医師が下剤として酒石酸アンチモニルカリウムを、さらに死の前日には嘔吐剤として甘汞（）を大量に処方していたことに気づいた。これらは単独でも毒物であるが、飲みやすくするために使われた甘味料オルジエと合わせると体内でシアン化水銀という猛毒にかわった可能性があり、薬の量からして、体内の電解質のバランスを崩して心拍の乱れを起こして心停止に至ったと判断できるとした。カーチは「ヒ素の長期的影響に加えて医療過誤により悪化した不整脈が直接の死因」と主張する。
総合的にはナポレオンの死の原因は現在に至っても決着していない。前出のフォルネスは「どの説も一理あるが、いずれの説も正しくない」とし、歴史家で医師のジャン＝フランソワ・ルメールは（ナポレオンの死因探しは）「すでに歴史と科学の領域を離れて娯楽の世界に入っている」という。ヒ素毒殺説は有名であるため誤解されやすいが、前述の理由でこれが主流になったことはなく、フランスでは胃癌説の方が有力視される。

## 評価と影響

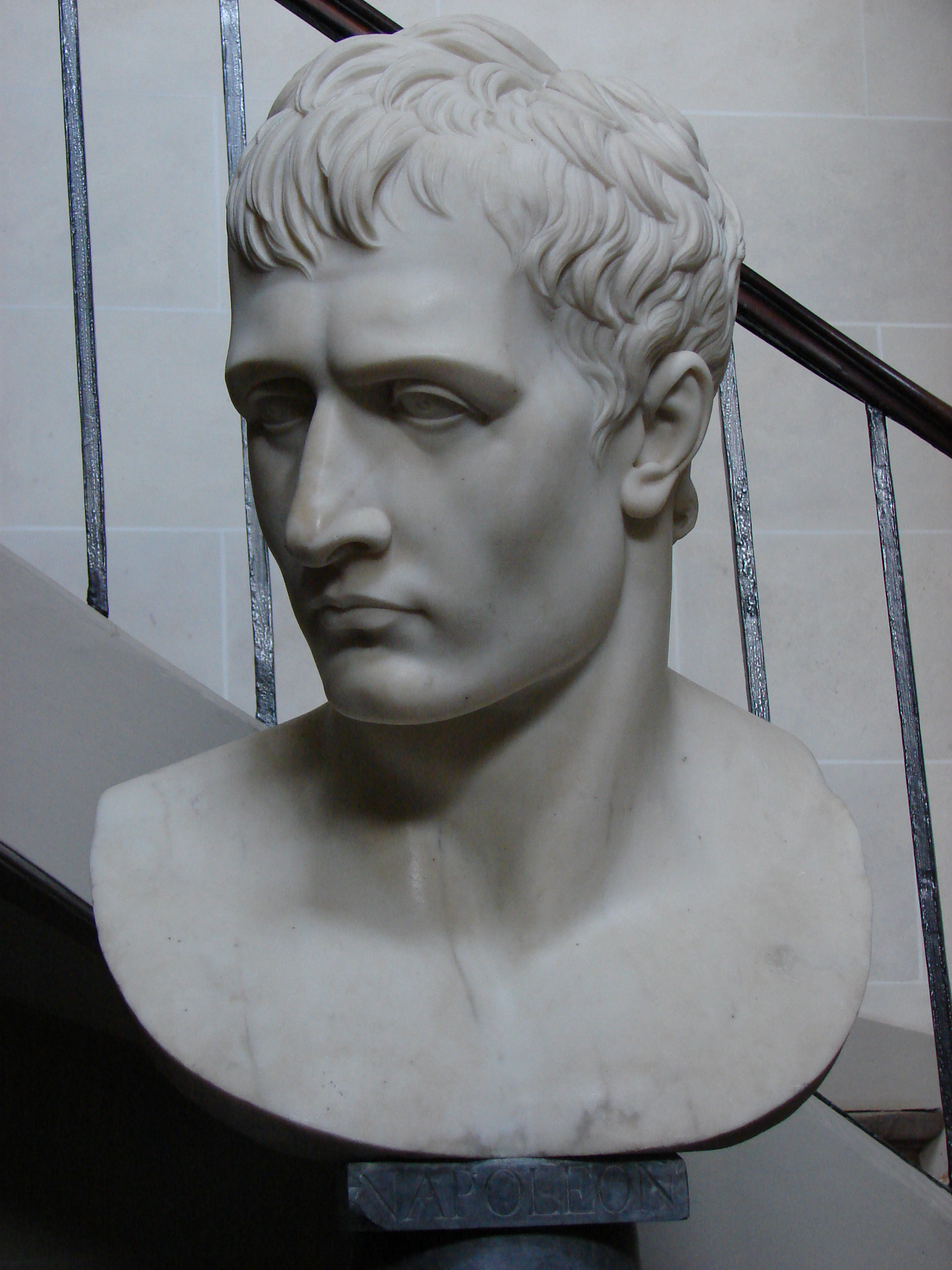
ナポレオンの胸像

ナポレオンはフランス革命の時流に乗って皇帝にまで上り詰めたが、彼が鼓舞した諸国民のナショナリズムによって彼自身の帝国が滅亡するという皮肉な結果に終わった。
一連のナポレオン戦争では約200万人の命が失われたという。その大きな人命の喪失とナポレオン自身の非人道さから、国内外から「食人鬼」「人命の浪費者」「コルシカの悪魔」と酷評（あるいはレッテル貼り）もされた。ナポレオンによって起こされた喪失はフランスの総人口にも現れた。以後フランスの人口（特に青壮年男性を中心とする生産年齢人口）は伸び悩み、国力でイギリスやドイツ（のちにはアメリカ合衆国も）などに抜かれることとなった。フランス復古王政を経て成立した7月王政期の1831年には、フランス軍における人員のおびただしい喪失への反省から、フランス人からではなく多国籍の外国人から兵士を採用するフランス外人部隊が創設されることになった。これ以降、21世紀に徴兵制が全面廃止されるまで、フランス国民からの徴兵と、外国籍人を含む志願制とが併用されることになる。
ナポレオン後に即位したルイ18世とその後のシャルル10世は、ナポレオン以前の状態にフランスを回帰させようとしたが、ナポレオンによってもたらされたものはフランスに深く浸透しており、もはや覆すことはできなかった。王党派は、1815年の王政復古から反ボナパルティズムを取り、数年にわたり白色テロを繰り返した。王党派とボナパルティストとの長き対立と確執は、フランスに禍根を残すことにもつながった。ウィーン体制による欧州諸国の反動政治もまた欧州諸国民の憤激を買い、フランス革命の理念が欧州各国へ飛び火していくことになる（1848年革命など）。
ナポレオン没後もナポレオン体制を支持する潮流は軍人、小土地自由農民とプチ・ブルジョワジーを基盤としており、その権力形態はボナパルティズムと呼ばれるようになり、その後のフランス政治にも少なからず影響を与えた。他方、フランス革命前のブルボン朝によるアンシャン・レジームを絶対視するレジティミスムや、7月革命後のルイ・フィリップによる立憲君主制を模範とする統治を支持するオルレアニスムも存在しており、フランス国内の右派においてこの3者は競合する関係となった。
その一方、産業革命などによって急速に個性を喪失していくなか、全ヨーロッパを駆け抜けたナポレオンを時代に対する抵抗の象徴として「英雄」視する風潮が生まれた。ゲオルク・ヴィルヘルム・フリードリヒ・ヘーゲルが「世界理性の馬を駆るを見る」と評し、フリードリヒ・ニーチェが「今世紀（19世紀）最大の出来事」と評し、ヨハン・ヴォルフガング・フォン・ゲーテが「半神」、「空前絶後の人物」と評した。その一方で、こうしたナポレオンを理念化されたナポレオンであって現実のナポレオン像ではないとする人々もいた。ベートーヴェンがその楽譜を破いたとされる故事は、そうした背景を象徴するものであると言われている。

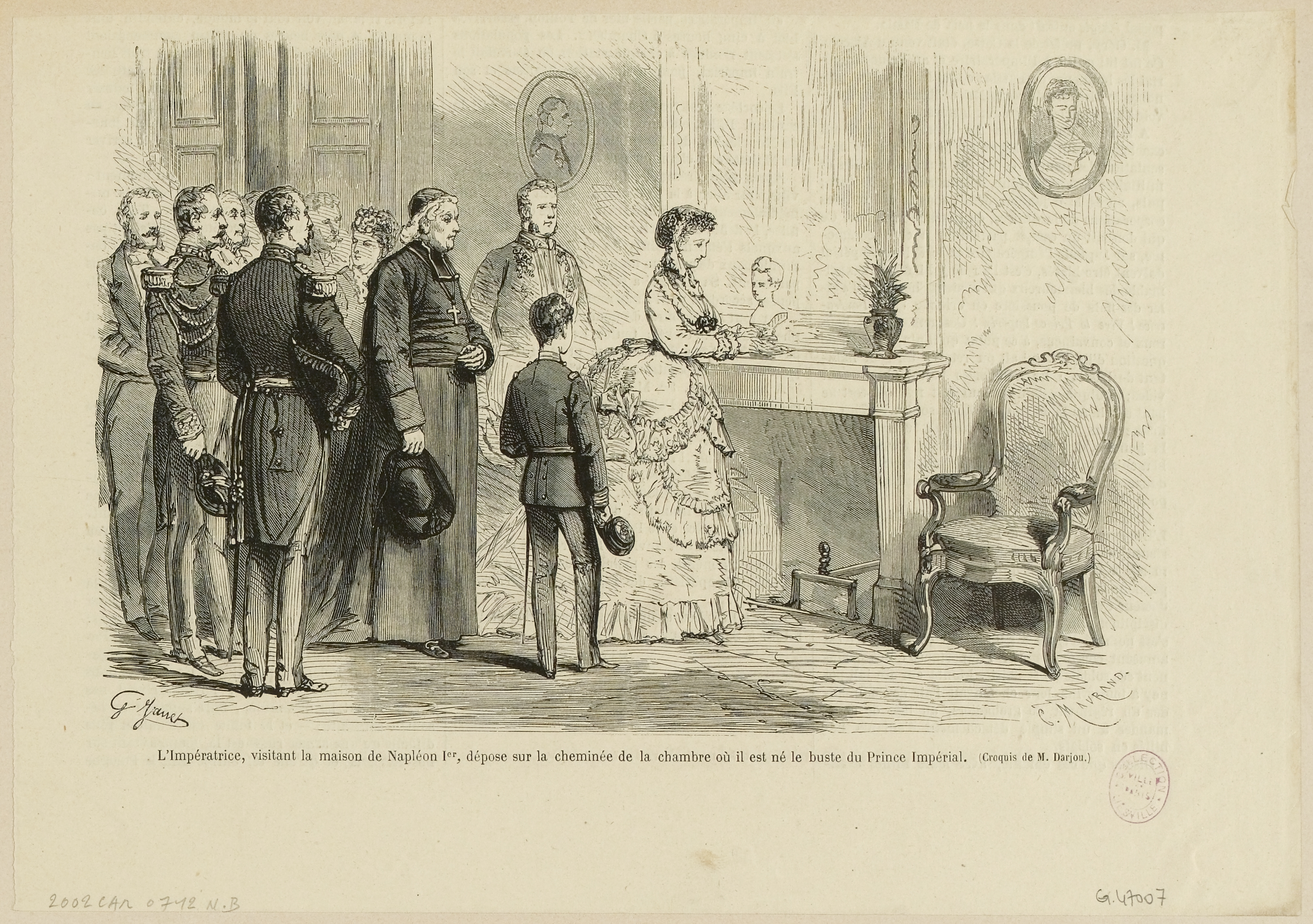
ナポレオン生誕100年の1869年にコルシカ島の旧邸を訪れたナポレオン3世の皇后ウジェニー・ド・モンティジョと皇太子のナポレオン・ウジェーヌ・ルイ・ボナパルト。G・ジャネ画

1840年に遺骸がフランス本国に返還されたことでナポレオンを慕う気持ちが民衆の間で高まり、ナポレオンの栄光を想う感情がフランス第二帝政を生み出すことになる。
ナショナリズムに基づく国民国家、メリトクラシー（能力主義）による統治、私有財産の不可侵や経済活動、信教の自由など現代に至る国家・社会制度の確立にナポレオンが与えた影響は大きい。2021年5月に開かれた没後200年式典で、フランス大統領エマニュエル・マクロンは功績を高く評価しつつ、奴隷制復活を「誤り」と批判した。
現在のフランスでは、ナポレオンのイメージを損なうとして、豚にナポレオンと名づけることを禁止している（ただし、そのような法律は法令集に確認されず、1947年、フランスの出版社が、ジョージ・オーウェル『動物農場』の翻訳出版に当たり、登場する豚〈擬人化された独裁者〉の名前を「ナポレオン」のままとすることを拒否した例があるにすぎないという指摘もある）。

## 功績

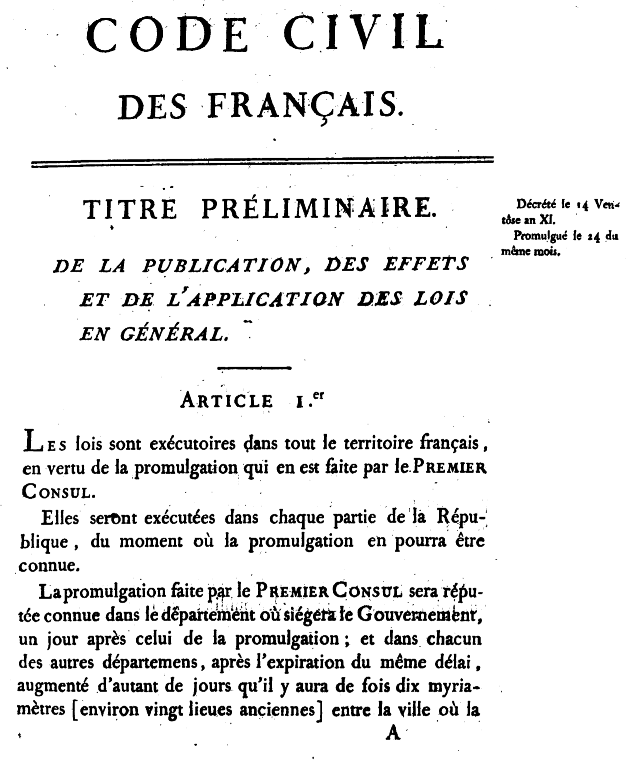
ナポレオン法典、別名フランス民法典（1804年）

ナポレオンが用いて広めた法・政治・軍事といった制度はその後のヨーロッパにおいて共通のものとなった。かつて古代ローマの法・政治・軍事が各国に伝播した以上の影響を世界に与えたと見ることもできる。
- ナポレオン法典はその後の近代的法典の基礎とされ、修正を加えながらオランダ、ポルトガルや日本などの現在の民法に影響を与えている。フランスにおいては現在に至るまでナポレオン法典が現行法である。アメリカ合衆国ルイジアナ州の現行民法もナポレオン法典である。ナポレオンはこの法典の条文の完全性に自信を持ち、注釈書の発行を禁じた。
- 軍事的にもナポレオンが生み出した、国民軍の創設、砲兵・騎兵・歩兵の連携（三兵戦術）、輜重の重視、指揮官の養成などは、その後の近代戦争・近代的軍隊の基礎となり、プロイセンにおいてカール・フォン・クラウゼヴィッツによって『戦争論』に理論化されることになる。
- 「輜重の重視」という方針を実行する過程において、軍用食の開発のために効率的な食料の保存方法を広く公募することも行い、そこで発明されて採用されたのがニコラ・アペールが発明した「瓶詰」である。「瓶詰」そのものは加工の手間がかかり過ぎて普及しにくかったものの、ここで発明された「密封後に加熱殺菌」という概念が、のちに「缶詰」（1810年イギリスにて発明）などの保存食の大発展へとつながっていく。
- ナポレオンの大陸封鎖令（対イギリス経済封鎖）によって砂糖価格が暴騰した結果、ビート（砂糖大根）からの製糖が一気に普及した。
- 道路の右側通行がヨーロッパ全土に普及したのもこの頃である（イギリスは占領されなかったので左側通行のままとなっている）。
- 政治思想史においてもフランス革命の理念（自由、平等、博愛）がナポレオン戦争によって各国に輸出されたということも見逃してはならない。
- 短い期間ではあったが、ナポレオンに支配された諸国は急激な変化を経験した。ナポレオンは、各地で領主の支配や農奴制を打破し、憲法と議会を置き、フランス式の行政や司法の制度を確立し、フランスと同様の民法を移植していった。長くフランスの支配を受けた地域では工業化が始まり、19世紀にはヨーロッパの先進地帯となっていった。また、ヨーロッパの諸民族は他民族からの解放や民族の統一を学んだ。列強の君主たちは、ナポレオン退位後にヨーロッパ社会をフランス革命以前に戻そうとしたが、社会の仕組みは既に変化しており、新しい政治勢力が生まれていた。

## 年表とおよその年齢
- 1769年8月15日 - イタリア半島の西に位置するフランス領の島コルシカ島のアジャクシオに生まれる。12人兄弟の4番目。
- 1779年（10歳）- フランス本土の貴族の子弟が学ぶブリエンヌ陸軍幼年学校へ国費で入学。
- 1784年（15歳）- パリの陸軍士官学校に入学し、砲兵科で大砲術を学ぶ。
- 1785年（16歳）- わずか11カ月という最短記録で全課程を修了し卒業。砲兵士官として任官。20歳の頃にフランス革命勃発。
- 1792年（23歳）- 故郷のアジャクシオの国民衛兵隊中佐に選ばれるが、父親を筆頭に家族弾劾を受け、コルシカ島近くの南仏マルセイユに移住。同年、クラリー・デジレと婚約するがその後反故にしている。また、政治信条を語る小冊子『ボーケールの晩餐』を著す。
- 1793年（24歳）- 原隊に復帰し、カルト―将軍の南方軍に所属。トゥーロン攻囲戦での活躍により、旅団陸将（少将相当）まで昇格し、一躍フランス軍を代表する若き英雄として認識される。
- 1796年（27歳）- ポール・バラスによって、イタリア方面軍の司令官に抜擢。同年、ジョゼフィーヌ・ド・ボアルネと結婚。
- 1797年（28歳）- オーストリアの帝都ウィーンへと迫り、その後オーストリアとカンポ・フォルミオ条約を締結。
- 1798年（29歳）- ナポレオン軍がエジプトに上陸、ピラミッドの戦いで勝利しカイロに入城。1799年7月にナポレオン軍の一兵士によるロゼッタ・ストーンの発見につながる。
- 1799年11月9日（30歳）- ブリュメール18日のクーデターを主導し総裁政府を打倒。直後、統領政府を樹立し、第一コンスル（第一統領あるいは第一執政とも言われる）に就任。
- 1804年12月2日（35歳）- ノートルダム大聖堂にて有名な戴冠式が行われ、ナポレオン1世として皇帝に即位。
- 1805年10月（36歳）- イギリス上陸作戦を計画するが、イギリス海軍に対しトラファルガーの海戦にて完敗。
- 1812年（43歳）- ロシア戦役でロシアに侵攻するものの敗北し、ナポレオンにとって決定的な大打撃（転換点）となる。
- 1821年5月5日（51歳）- イギリス政府によりセント・ヘレナ島に幽閉され、胃がんにより生涯を終える。

## 語録
詳細はウィキクォートを参照。
Impossible, n'est pas français.「不可能という言葉はフランス的ではない」
直訳すれば「不可能はフランス語ではない」。ナポレオンが日常よく口にした言葉とされ、一般には「予の辞書に不可能の文字はない」として知られている。元は「不可能と言う文字は愚か者の辞書にのみ存在する」という言葉だったという説もある。また、ほかにも「フランス人は不可能という言葉を語ってはならない」という説もある。実際にナポレオンが口にしたかどうかは定かでなく、後世の創作ともいわれる。また、これは豪語したのではなく、「そんなことは不可能です」と口答えする部下に対する戒めだったともいわれている。

### その他の語録
- 「人間はあらゆるものを発明することができる。ただ幸福になる術を除いては」[24]
- 「子供の将来の運命は、その母の努力によって定まる」[25]
- 「私は百万の銃剣よりも、三枚の新聞紙をもっと恐れる」[26]
- 「美婦は目を楽しませ、良妻は心を楽しませる」[27]
- 「愚人は才人にまさる大いなる利得を有する。彼は常に自らに満足している」[28]
- 「フランス人は絶えず愚痴をこぼしている」[29]
- 「戦闘の翌日に備えて新鮮な部隊を取っておく将軍はほとんど常に敗れる」[30]
- 「最大の危険は勝利の瞬間にある」[31]

## 逸話

### ヘーゲル
哲学者ヘーゲルがイエナ大学教授時代、自著『精神現象学』を発表する際にフランス軍はイエナに入城した。旧弊の国家を統合するナポレオン、ヨーロッパにおける近代市民社会の形成期、ナポレオンはフランス革命の精神たる「自由」をヨーロッパに広めようとしていると彼には見えた。ヘーゲルの言う「自由」とは理性（絶対精神）が歴史を舞台として自己実現をとげる全体的自由のことであり、ヘーゲルの目にはナポレオンが世界精神そのものと映った。彼は、「皇帝が…この世界精神が…陣地偵察のために馬上ゆたかに街を出ていくところを見ました。この個人こそ、この一地点に集結して馬上にまたがっていながら、しかも世界を鷲づかみにして、これを支配しています」とナポレオンのことを書き送っている。

### ベートーヴェンの「英雄」
ナポレオンを人民の英雄と期待し、「ボナパルト」という題名でナポレオンに献呈する予定で交響曲第3番を作曲していたベートーヴェンは、ナポレオンの皇帝即位に失望して彼へのメッセージを破棄し、曲名も『英雄』に変更したという逸話が伝わっているが、この逸話が事実であるかどうかについては異説も多い。ベートーヴェンは旧体制側の人間で革命派ではなかったが、終始ナポレオンを尊敬しており、第2楽章が英雄の死と葬送をテーマにしているためこれではナポレオンに対して失礼であるとして、あえて曲名を変更し献呈を取りやめたとする逸話がある。また、定説とは逆に、実際に献呈すべく面会を求めたがまったく相手にされず、その怒りから改題し上記の定説を友人に話したという、作曲家の地位向上の境目の時代を意識したような逸話も存在する。

### その他
- 早飯食いだった。食事にかけた時間は、将軍になったとき10分、第一執政になったとき15分、皇帝になったときでさえ30分だった[28]。
- 疥癬を患っていたとされる。

## 関係者

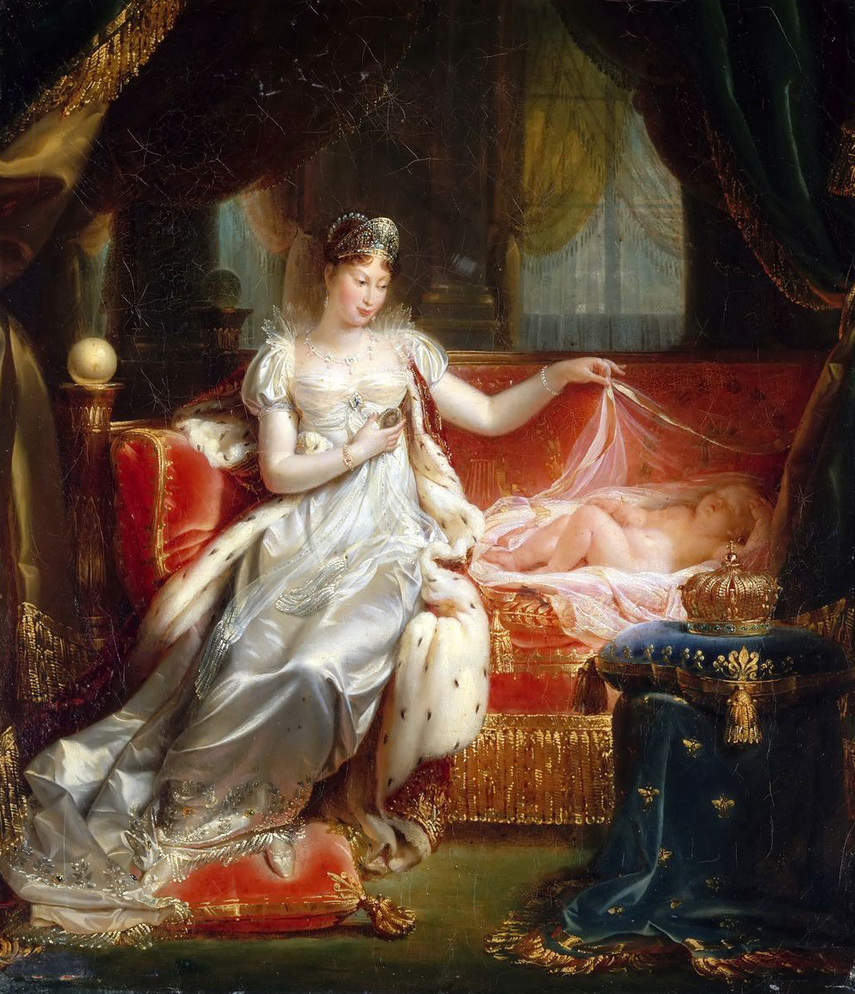
二番目の妻 マリ・ルイーズ
ナポレオン2世とともに
(画)ジョゼフ＝ボニファス・フランク

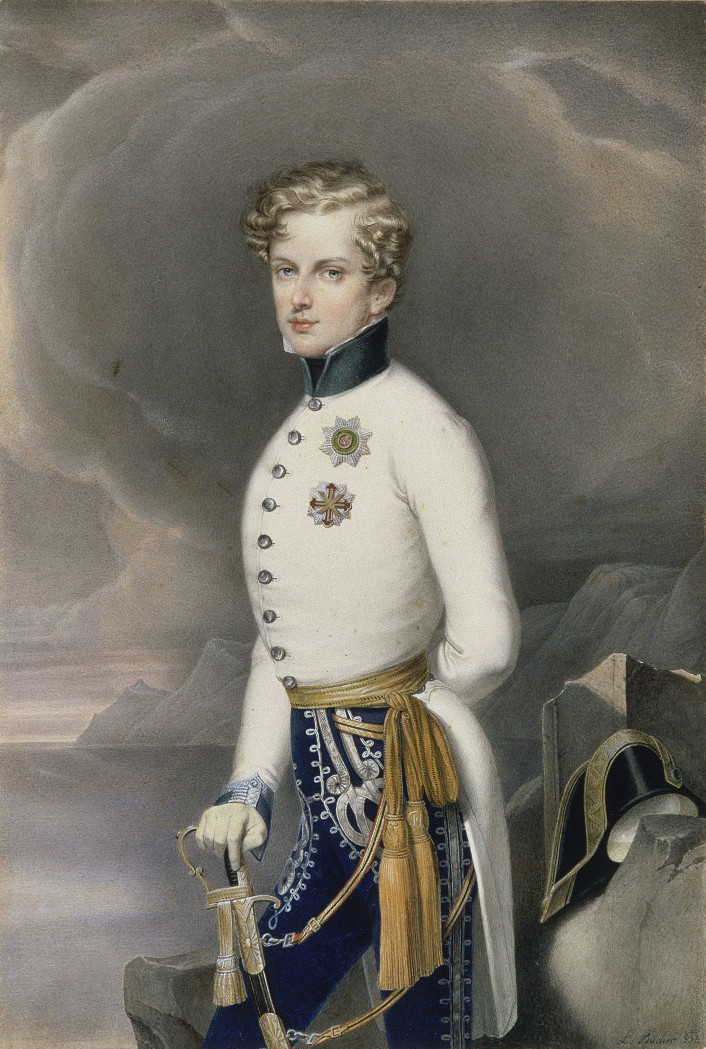
息子ナポレオン2世。21歳で没

### ナポレオンの家族・妻・愛人
ナポレオンの存命中に生存もしくは誕生していた人物に限定する。一族全員についてはCategory:ボナパルト家を参照。
両親とその兄弟
- 父：シャルル・マリ・ボナパルト（カルロ・マリア・ブオナパルテ）
- 母：マリア・レティツィア・ボナパルト（旧姓ラモリノ）
- 母方の叔父：ジョゼフ・フェッシュ

兄弟
- 兄：ジョゼフ・ボナパルト（ジュゼッペ）
  - ジョゼフの妻：マリー・ジュリー・クラリー
- 弟：リュシアン・ボナパルト（ルチアーノ）
  - リュシアンの子：ピエール＝ナポレオン・ボナパルト
- 妹：エリザ・ボナパルト（マリア・アンナ）
  - エリザの夫：フェリーチェ・バチョッキ
- 弟：ルイ・ボナパルト（ルイジ）
  - ルイの妻は、ナポレオンの継子オルタンス・ド・ボアルネ。
  - ルイの子：ナポレオン・ルイ・ボナパルト
  - ルイの子：ルイ＝ナポレオン・ボナパルト（ナポレオン3世）
  - ルイの孫：ナポレオン・ウジェーヌ・ルイ・ボナパルト（ナポレオン4世）
- 妹：ポーリーヌ・ボナパルト（パオレッタ）
- 妹：カロリーヌ・ボナパルト（マリア・アヌンツィアタ）
  - カロリーヌの夫：ジョアシャン・ミュラ
- 弟：ジェローム・ボナパルト（ジローラモ）
  - ジェロームの子：マチルド・ボナパルト
  - ジェロームの子：ナポレオン・ウジェーヌ・ルイ・ジャン・ジョゼフ・ボナパルト
  - ジェロームの孫：ナポレオン・ヴィクトル・ボナパルト（ナポレオン5世）

妻と嫡子・養子
- 妻：ジョゼフィーヌ・ド・ボアルネ
  - 継子：ウジェーヌ・ド・ボアルネ
  - 継子、弟ルイの妻：オルタンス・ド・ボアルネ
  - 養女、ジョゼフィーヌの姻戚：ステファニー・ド・ボアルネ
- 妻：マリ・ルイーズ
  - 子：ナポレオン2世（ナポレオン・フランソワ・シャルル・ジョゼフ またはフランソワ・ボナパルト）

愛人と庶子
- 愛人：ポーリーヌ・フーレス
- 愛人：エレオノール・ドニュエル
  - 子：レオン伯シャルル
- 愛人：マリア・ヴァレフスカ
  - 子：アレクサンドル・コロンナ＝ヴァレフスキ

愛人にならなかった人物
- テレーズ・カバリュス
- ジュリエット・レカミエ

元婚約者
- デジレ・クラリー

愛馬
- マレンゴ - 芦毛のアラブ馬でナポレオンはこの馬によく乗っていた。上の絵画『アルプス越えのナポレオン』にも描かれている。

### 第一帝政期の元帥
| 詳しくは「大陸軍軍人一覧」、「フランス元帥(第一帝政の項)」の項目も参照。 - ユゼフ・アントニ・ポニャトフスキ - ミシェル・ネイ - ジャン＝バティスト・ジュール・ベルナドット - ニコラ＝ジャン・ド・デュ・スールト - ルイ＝ニコラ・ダヴー - ジョアシャン・ミュラ - アンドレ・マッセナ - ルイ＝アレクサンドル・ベルティエ - ジャン・ランヌ | - ルイ＝ガブリエル・スーシェ - ニコラ・ウディノ - フランソワ・ジョゼフ・ルフェーヴル - ジャン＝バティスト・ジュールダン - ジャン＝バティスト・ベシェール - ギヨーム＝マリ＝アン・ブリューヌ - ボン・アドリアン・ジャノー・ド・モンセー - エドゥアール・モルティエ - シャルル・ピエール・フランソワ・オージュロー | - ジャン＝マチュー・フィリベール・セリュリエ - クロード・ヴィクトル＝ペラン - ジャック・マクドナル - オーギュスト・マルモン - ローラン・グーヴィオン＝サン＝シール - フランソワ・クリストフ・ケレルマン - カトリーヌ＝ドミニク・ド・ペリニョン - エマニュエル・ド・グルーシー |

## 関連書籍
- フランソワ・ヴィゴ＝ルシヨン『ナポレオン戦線従軍記』瀧川好庸訳、中央公論社、1982年。ISBN 978-4-12-001089-7。中公文庫、1988年4月。ISBN 978-4-12-201508-1。
- 『ナポレオン言行録』オブリ, オクターヴ（英語版）編、大塚幸男訳、岩波書店〈岩波文庫〉、1983年9月。ISBN 978-4-00-334351-7。
- ルノートル, G.（英語版）『ナポレオン秘話』大塚幸男訳、白水社〈白水Uブックス 1012〉、1991年8月。ISBN 978-4-560-07312-4。
- 長塚隆二『ナポレオン』上・下、文藝春秋〈文春文庫〉、1996年9月。上：ISBN 978-4-16-743902-6。下：ISBN 978-4-16-743903-3。
- レンツ, ティエリー（フランス語版） 『ナポレオンの生涯 ヨーロッパをわが手に』 福井憲彦監修、遠藤ゆかり訳、創元社〈「知の再発見」双書 84〉、1999年6月。ISBN 978-4-422-21144-2。
- 安達正勝『ナポレオンを創った女たち』集英社〈集英社新書 0109〉、2001年10月。ISBN 978-4-08-720109-3。
- 鹿島茂『情念戦争』集英社インターナショナル、2003年10月、ISBN 978-4-7976-7080-6。
  - 新版『ナポレオン フーシェ タレーラン 情念戦争1789-1815』講談社〈講談社学術文庫 1959〉、2009年8月、ISBN 978-4-06-291959-3。
- デュフレス, ロジェ（ドイツ語版） 『ナポレオンの生涯』 安達正勝訳、白水社〈文庫クセジュ 871〉、2004年2月。ISBN 978-4-560-05871-8。
- ルートヴィヒ, エミール 『ナポレオン 英雄の野望と苦悩』上・下、北沢真木訳、講談社学術文庫、2004年5月-6月。上：ISBN 978-4-06-159659-7／下：ISBN 978-4-06-159660-3
- エリス, ジェフリー 『ナポレオン帝国』 杉本淑彦、中山俊訳、岩波書店〈ヨーロッパ史入門〉、2008年12月。ISBN 978-4-00-027201-8。
- 『皇帝ナポレオンのすべて ビジュアル詳解 欧州制覇への道とボナパルト家の実像』 新人物往来社〈別冊歴史読本 35〉、2009年12月。ISBN 978-4-404-03635-3。

### 古い関連書籍
- 『拿勃列翁兵家格言』月曜会文庫、1885年。東京大学明治新聞雑誌文庫
- 梅崎延太郎講述『奈翁戦史講授録』陸軍大学校将校集会所、1916年。全国書誌番号:42030245、NDLJP:925972。
- ド・ブーリエンヌ『奈翁実伝』栗原元吉訳、玄黄社、1920年。全国書誌番号:43028438、NDLJP:960724。
- ラス・カーズ（英語版）『ナポレオン大戦回想録 全3冊』難波浩訳、改造社、1937-1938年。NCID BA41522656。
- 『戦争・政治・人間 ナポレオンの言葉』柳沢恭雄訳、河出書房、1939年。全国書誌番号:46061737。
- ナポレオン『イタリア戦記 上』難波浩訳、昭和刊行会〈ナポレオン全集 第1巻〉、1943年。全国書誌番号:46014332。
- 梅崎延太郎『偕行叢書 第13-14 奈翁戦史略 上・下』偕行社、1943年。全国書誌番号:46035584。
- 大場弥平、上田修一郎共著『ナポレオン戦略』甲陽書房〈国防双書 第2編〉、1966年。全国書誌番号:66005588。
- 『ナポレオン作品集』マルテル編、若井林一訳、読売新聞社、1972年。全国書誌番号:73005600

## ナポレオンを扱った作品
※「#」印はナポレオンは登場するものの直接的に扱われていない作品

### 映画
ギネスブックによると、歴史上の人物の中で最も多く映画に登場したのはナポレオンで、177回である。以下にその一部を掲載する。
- 『ありし日のナポレオン』（1925年 監督：レオンス・ペレ）
- 『ナポレオン』（1927年 監督：アベル・ガンス。1934年にトーキー版が、1981年に再構成修復版が製作された）
- 『征服』（1937年 監督：クラレンス・ブラウン）
- 『デジレ・クラリの突飛な運命』（1942年 監督：サシャ・ギトリ）
- 『ナポレオン』（1954年 監督：サシャ・ギトリ）
- 『デジレ』（1954年 監督：ヘンリー・コスター）
- 『戦争と平和』（1956年 監督：キング・ヴィダー）#
- 『ナポレオン/アウステルリッツの戦い』（1959年 監督：アベル・ガンス）） ※日本劇場未公開。ビデオ・リリース。
- 『戦争と平和』（1966・67年 監督：セルゲイ・ボンダルチュク）#
- 『ワーテルロー』（1970年 監督：セルゲイ・ボンダルチュク）
- 『ボナパルトと革命』（1971年 監督：アベル・ガンス） ※日本未公開
- 『アデュー・ボナパルト』（1984年 監督：ユーセフ・シャヒーン） ※映画祭上映のみ
- 『ビルとテッドの大冒険』（1989年 監督：スティーヴン・ヘレク）#
- 『帽子を脱いだナポレオン』（2001年 監督：アラン・テイラー）日本劇場未公開。ビデオ・リリース。
- 『ナポレオンの愛人』（2006年 監督：パオロ・ヴィルツィ）日本劇場未公開。DVD・リリース。
- 『ナイト ミュージアム2』（2009年 監督：ショーン・レヴィ）#
- 『ナポレオンの王冠 ロシア大決戦』（2012年 監督：オレグ・フェセンコ）#　日本劇場未公開。DVD・リリース。
- 『我こそはナポレオン』（2018年 監督：ジェシー・ハンドシャー／オリヴィエ・ロラン） ※Netflix映画　日本劇場未公開。
- 『ナポレオン』（2023年 監督：リドリー・スコット） ※Apple TV+映画　日本劇場公開。

### テレビドラマ
- 『英雄物語/ナポレオンとジョセフィーヌ』（1987年 監督：リチャード・Ｔ・ヘフロン）
- 『炎の英雄 シャープ』第5話 『失われた名誉』（1994年 監督：トム・クレッグ）
- 『キング・オブ・キングス』（2003年 監督：イヴ・シモノー）

### 舞台
- ミュージカル
  - 『愛あれば命は永遠に』（1985年 宝塚歌劇花組公演 脚本・演出：植田紳爾 作曲：寺田瀧雄） - ナポレオン・ボナパルト役：高汐巴
  - 『酔いどれ公爵』（1985年 演出：千葉真一 脚本：亀石征一郎 作曲：宮川晶） - ナポレオン・ボナパルト役：真田広之
  - 『NAPOLEON』（1994年・カナダ初演 脚本・作曲：ティモシー・ウィリアムズ 共同脚本：アンドリュー・サビストン 演出：フランセスカ・ザンベッロ） - ナポレオン・ボナパルト役：ポール・ベイカー／ウウェ・クルーガー ※日本未上演
  - 『TRAFALGAR -ネルソン、その愛と奇跡-』（2010年 宝塚歌劇宙組公演 脚本・演出：齋藤吉正 作曲：寺嶋民哉／太田健） - ナポレオン・ボナパルト役：蘭寿とむ
  - 『眠らない男・ナポレオン -愛と栄光の涯に-』（2014年 宝塚歌劇星組公演 脚本・演出：小池修一郎 作曲：ジェラール・プレスギュルヴィック） - ナポレオン・ボナパルト役：柚希礼音
  - 『fff -フォルティッシッシモ-』（2021年 宝塚歌劇雪組公演 脚本・演出：上田久美子 作曲：甲斐正人） - ナポレオン・ボナパルト役：彩風咲奈
- ストレートプレイ
  - 『おのれナポレオン』（2013年 脚本・演出：三谷幸喜） - ナポレオン・ボナパルト役：野田秀樹
  - 『英雄のうた』（2013年 脚本・演出：毛利亘宏） - ナポレオン・ボナパルト役：大山真志

### 書籍
ナポレオンは「死んだ翌日から」伝記が書かれた人物と呼ばれるほど、彼について書かれた書籍は多い。
- 伝記
  - 『ナポレオン―英雄の野望と苦悩』（エミール・ルートヴィヒ）
  - 『ナポレオンの生涯』（ティエリー・レンツ）
  - 『ナポレオン自伝』（アンドレ・マルロー）
  - 『セント=ヘレナ覚書』（ラス・カーズ）
- 小説
  - 『皇帝ナポレオン』（藤本ひとみ）
  - 『ナポレオンと田虫』（横光利一）
  - 『ナポレオン』全3巻（佐藤賢一）
- 漫画
  - 『栄光のナポレオン-エロイカ』（池田理代子）
  - 『ナポレオン -獅子の時代-』（長谷川哲也）
- 戯曲
  - 『ナポレオン』（東隆明）

### ゲーム
ボードゲームかコンピューターゲームかに限らず、ナポレオン関連のウォーゲームはナポレオニックと呼ばれる。

#### トランプ
- ナポレオン （日本のトランプゲーム）
- ナポレオン （イギリスのトランプゲーム）

#### ボードゲーム

##### アブストラクトゲーム
- 『ナポレオン』（任天堂） ※ダイヤモンドゲームの亜流

##### ウォーゲーム
- M.McLaughlin『戦争と平和』（ホビージャパン） - WAR and PEACE （アバロンヒル,1980年）
- K.Zucker『Napoleon's Last Battles』（en:Decision Games,1995年）
- 森野智次『ナポレオンモスクワへ』 アド・テクノス
- 加藤伸郎・森野智次『バウツェンの戦い』 アド・テクノス
- 加藤伸郎・森野智次『アウステルリッツの太陽』 アド・テクノス
- 森野智次『ナポレオン帝国の崩壊』 アド・テクノス
- 平野茂『皇帝ナポレオン』 翔企画
- 上田広樹『ワーテルロー』 翔企画
- 平野茂「赤い夕日のナポレオン」『コマンドマガジン日本版』第52号、国際通信社、2003年。
- 関山康紀一「アイラウの戦い」『タクテクス』10号、ホビージャパン、1980年代。（絶版）
- 「大堡塁」『タクテクス』12号、ホビージャパン、1980年代。（ポロディノの戦い、ミニゲーム）
- 井村正佳「Battle field Auelstadt-1806」『旧ゲームジャーナル』42号、シミュレーションジャーナル。
- 亀掛川彰夫「FINナポレオン」『旧ゲームジャーナル』52号、シミュレーションジャーナル。
- 「ウーグモン」（コマンドマガジン61号）、国際通信社、2005年。（ワーテルローの戦いで、フランス軍とイギリス軍の中間にあったウーグモン館をめぐる攻防戦を描いたゲーム）
- en:James F. Dunnigan『ワーテルロー』（タクテクス25号） - Napoleon at Waterloo （SPI、1971）
- D.Isby 『マレンゴの戦い』（タクテクス34号） - Marengo: Napoleon in Italy, 14 June 1800 （SPI、1975年）
- T.Walczyk『イエナ=アウエルシュタット』（タクテクス41号） - Jena-Auerstadt  （SPI,1975）
- I.Hardy『ワグラムの戦い』（タクテクス47号） - Wagram （SPI,1975）
- L.Schutz, T.Shaw『ワーテルロー』（ホビージャパン） -  Waterloo（アバロンヒル,1962年）
- T.Dalgliesh『ナポレオン』（ホビージャパン) - en:Napoleon （Gamma Two Games,1974;アバロンヒル,1977;Columbia Games,1993）
- K.Zucker『ナポレオンの黄昏』（ホビージャパン） - Struggle of Nations （アバロンヒル,1982）

ほか海外物多数、現在も出版され続けている。

#### コンピュータゲーム
発売順, タイトル, 発売元, 機種, 発売年, ジャンル順。
※英字タイトルは海外版。なお海外版だが日本のPCで問題なく起動しプレイ可能であることを前提としている。
- 『英雄ナポレオン』PONYCA（ポニーキャニオンの旧ブランド）, PC-9801, 1987年（春夏秋冬ターン制SLG）
- 『ナポレオン戦記』アイレム, ファミリーコンピュータ, 1988年 （RTSアクション）
- 『ランペルール』光栄, PC-8801・PC-9801・X68000・FM TOWNS・MSX2・ファミリーコンピュータ・Windows, 1990年（ターン制, 光栄SLG）
- 『Battleground 3: Waterloo』, TalonSoft, Windows 95, 1996年（TBS）
- 『Battleground 6: Napoleon in Russia』, TalonSoft, Windows 95, 1997年（TBS）
- 『Battleground 8: Prelude to Waterloo』, TalonSoft, Windows 95, 1997年（TBS）
- 『NAPOLEON 1813』, Empire Interactive, Windows 95-97, 1999年（RTS＋会戦級[注釈 22]）
- 『ナポレオン[注釈 23]』任天堂, ゲームボーイアドバンス, 2001年（RTSアクション）
- 『Waterloo: Napoleon's Last Battle』, StrategyFisrst (Davilex), Windows 95-XP, 2002年（会戦級RTS）
- 『Austerlitz: Napoleon's Greatest Victory』, StrategyFisrst, Windows 95-XP, 2002年（会戦級RTS）
- 『WAR AND PEACE 1796 - 1815』, Microids, Windows 98-XP, 2002年（ヨーロッパ大陸級RTS）
- 『Campaigns On The Danube』, Matrix Games, Windows 95-XP, 2004年（TBS）
- 『コサックスII 〜皇帝ナポレオン〜』 ズー, Windows XP, 2005年（RTS）
- 『Crown of Glory: Europe in the Age of Napoleon』, Matrix Games, Windows 2000-XP, 2005年（TBS）
- 『Napoleon in Italy』, Matrix Games, Windows 98-XP-7, 2007年（TBS）
- 『Empires in Arms』, Matrix Games, Windows 2000-NT-XP-Vista-7, 2007年（TBSマルチゲーム）
- 『John Tiller's Battleground Napoleonic Wars[注釈 24]』, Matrix Games, Windows 98-2000-XP-Vista-7, 2007年（TBS）
- 『ヨーロッパ・ユニバーサリスIIIナポレオンの野望【完全日本語版】』サイバーフロント, Windows XP, 2008年（RTS）
- 『Commander - Napoleon at War』, Matrix Games, Windows 98-2000-XP-Vista-7, 2008年（TBS）
- 『Napoleon's Campaigns』, Ascaron, Windows XP, 2008年（TBS）
- 『シヴィライゼーション レボリューション[注釈 23]』, サイバーフロント, Xbox 360・2008年, ニンテンドーDS・2009年, PS3・2009年（STR）
- 『Napoleon: Total War』, SEGA of America, Windows XP-Vista-7, 2010年（RTS）
- 『March of the Eagles』, Paradox Interactive, Windows XP-Vista-7, 2013年（RTS）
- 『アサシン クリード ユニティ』, ユービーアイソフト, 2014年（アクション）
- 『フェイト/グランドオーダー』, TYPE-MOON, 2015年（RPG）

### 「ナポレオン」の異名を与えられた人物
| - ナーディル・シャー - アフシャール朝の開祖。「ペルシアのナポレオン」 - トトメス3世 - 古代エジプト第18王朝のファラオ。「エジプトのナポレオン」。 上記の2人は、ナポレオンが生まれる前の時代の人物である。 - トゥーサン・ルーヴェルチュール - ハイチの独立運動指導者。「黒いナポレオン」。 - アンドレス・デ・サンタ・クルス - ペルー・ボリビア連合指導者。「アンデスのナポレオンにしてインカ帝国の後継者」。 - ヤシュワント・ラーオ・ホールカル - インドのマラーター同盟のマハラジャ。「インドのナポレオン」。 - アントニオ・ロペス・デ・サンタ・アナ - メキシコの軍人、政治家。「西半球のナポレオン」。ナポレオン・ボナパルトの関連品のコレクターとしても知られていた。 - ジョージ・マクレラン - 南北戦争中のアメリカ合衆国の軍人。「若きナポレオン」。 - P・G・T・ボーリガード - 南北戦争中のアメリカ連合国の軍人。「灰色のナポレオン」。 - セシル・ローズ - イギリスの政治家。「アフリカのナポレオン」。 - ミハイル・トゥハチェフスキー - ソ連赤軍総参謀長。「赤いナポレオン」。 - ヴォー・グエン・ザップ - 北ベトナム人民軍総司令官。「赤いナポレオン」。 | - 馬占山 - 中華民国の軍人。「東洋のナポレオン」 - ミシェル・プラティニ - サッカー選手 - ジャン＝ベデル・ボカサ - 中央アフリカ帝国皇帝。「黒いナポレオン」。 - ジョン・マグロー - MLB監督。ニューヨーク・ジャイアンツの監督として黄金時代を築き、その独裁的采配で「リトル・ナポレオン」の異名をとる。 - ジェームズ・モリアーティ - 推理小説「シャーロック・ホームズシリーズ」の登場人物。「犯罪のナポレオン」。 - 金子直吉 - 神戸市に存在した総合商社「鈴木商店」の大番頭。「財界のナポレオン」。 - 山田顕義 - 日本の軍人。「小ナポレオン」。初代司法大臣としてナポレオン法典の研究と日本への導入を主導。 - ニール・ダウ - アメリカ合衆国の政治家、軍人、禁酒運動家。「禁酒運動のナポレオン」。 - ジェームズ・ポーク - アメリカ合衆国第11代大統領。「演壇のナポレオン」。 - ホルヘ・ウビコ - グアテマラの大統領。「中米のナポレオン」。 |